# 七大罪 (漫畫)
《七大罪》是一部由日本漫畫家鈴木央所創作的奇幻少年漫畫作品。2012年起於講談社《週刊少年Magazine》第45期開始連載至2020年第17期完結；同名改编電視動畫（1期）則於2014年10月5日起至2015年3月29日在TBS電視網播出，由A-1 Pictures負責製作，並於日本以外地區播出。漫畫官方中文版在東立出版社《新少年快報》連載。漫畫全41冊，最終冊及設定全話解說集已於2020年5月15日同日發售。至2020年8月，公佈作品累計銷量超過3700萬冊。
2015年9月27日，製作方於Twitter專頁表示決定製作新作動畫《七大罪 聖戰的預兆》，並於2016年8月日五檔播放。
電視動畫第2期《七大罪 戒律的復活》同樣由A-1 Pictures負責製作，於2018年1月6日起每週六在TBS、每日放送等電視台全28台首播。0海外地區裡，在中國大陸曾由愛奇藝獨家播出第一期，現由bilibili獨家網路播出第二期；而Netflix當時則是取得本作在亞洲以外的獨家播映權。台灣由Netflix取得第一期播出、愛奇藝台灣站取得第二期播出。
電視動畫第3期《七大罪 眾神的逆鱗》於2019年10月播放，動畫製作由A-1 Pictures更換為Studio Deen，導演、系列構成與人物設定亦隨之更換，音樂製作（澤野弘之）和主演聲優保持一樣。第三期中國大陸網路版權由bilibili獨家播出。第三期台灣由bilibili、巴哈姆特動畫瘋、愛奇藝台灣站、KKTV、myVideo、friDay影音皆以晚日本2週方式播出。
電視動畫第4期《七大罪 憤怒的審判》於2021年1月13日播放，動畫製作陣容與第三期時保持一致。
2020年3月25日發售的《週刊少年Magazine》第17期刊載最終話（第346話）上，發佈續篇漫畫《啟示錄四騎士》（黙示録の四騎士）製作決定；後本篇完結四個月後將在《週刊少年Magazine》第36·37期合刊號刊登鈴木央《七大罪》標題創作以「班 Jr.蘭斯洛特」為主角單篇漫畫，而續篇漫畫已於2021年第4期《週刊少年Magazine》公開；以此作為基礎的動畫電影《七大罪：愛丁堡的恩怨》將分成上下兩部於Netflix進行播映（上部於2022年12月20日上架，下部於2023年8月8日上架）。

## 劇情簡介
這是個關於人和非人之物的世界尚未分隔的古老物語，以布里塔尼亞大陸為舞台，描述由七位大罪人所組成的傳說騎士團——〈七大罪〉的記錄。
里歐涅絲奪還篇 （漫畫單行本第1-13册)
在布里塔尼亞第一的大國．里歐涅絲王國內，聖騎士們為即將到來的「聖戰」而進行著軍備強化，當中諸多的暴行使整個國家民不聊生。
其中十年前被嫁禍殺害聖騎士長的騎士團〈七大罪〉的團長——〈愤怒之罪〉的梅里奧達斯，在隱居生活中（與一隻會說話的豬霍克），與擔憂國家現狀的第三王女伊麗莎白相遇並接受其救國的請求，與她一共踏上拯救國家未來的旅程。途中成功與〈嫉妒之罪〉的黛安娜、〈貪婪之罪〉的班、〈怠惰之罪〉的金恩、〈色慾之罪〉的哥塞爾、〈暴食之罪〉的瑪琳會合。成功揭發並討伐十年前事件真正的犯人，以英雄的身份回歸里歐涅絲王國。
戒律的復活篇 (漫畫單行本第13-24册)
因暗中行動的魔神・弗勞德林的陰謀下，魔神族〈十誡〉得以在封印中甦醒，展開對布里塔尼亞的侵略行動。因为一些变故，英雄们开始分头采取行动，其中最後的同伴——〈傲慢之罪〉的艾斯卡諾也匯合到强者之列，随之来的是與強大的魔神族反抗、保卫的戰鬥。期間，关于梅里奧達斯的過去和三千年前发生的聖戰、以及由这些衍生的各种疑虑、謎題的不安和答案逐漸浮上水面，距离恢复昔日和平还要继续战斗下去……
众神的逆鳞篇 (漫畫單行本第25-30册)
拜澤爾大打架祭以最壞的結果落幕後一個月，儘管反抗分子勢力眾多，但依然不是〈十誡〉的對手，布里塔尼亞即將被黑暗侵蝕。但即使如此，還存在著沒有放棄希望的人們……
另一方面，藏身於妖精王之森的金恩和黛安娜，各自懷抱著煩惱。此次，葛罗基西尼亚與多罗尔突然出現並道出：
「希望你們能接受試煉，證明當初我們所做的選擇是否正確——」
由于〈十诫〉逐渐失去号召力，被封印的最上位魔神作为弥补力量解开了封印……几乎同时，女神族的〈四大天使〉为了与之对抗也以人类容器姿态得以重新复活并展开了行动。最关键的是梅里奥达斯重新回归魔神族，双方对峙局势变得重新洗牌。同时作为人类的一方，亚瑟也开始实行潜入计划……
新·聖戰篇(漫畫單行本第30册-漫画36册)
為阻止梅里奧達斯成為魔神王，伊麗莎白以〈七大罪〉代理團長的身份，與復活的〈光之聖痕〉代表女神族和里歐涅絲全聖騎士組成「聯合軍」，共同對抗完全復活的魔神族大軍。因此，為了和平和守護所愛之人，現代的聖戰拉開了序幕……期間，協助回收戒禁的艾斯塔洛薩，卻獨自在暗中策劃著什麼……
再战魔神王篇(漫畫第37册-39册)
聖戰终于以〈七大罪〉胜利，梅里奥达斯恢复正常，解除二人身上的诅咒结束。众人在宴会、出游中享受和平带来的快乐。在举杯畅饮氛围中，却包含着梅里奥达斯不得不离开现世的悲伤，而伊丽莎白也做出了一个决定……就在与众人分别之际，凶恶的诅咒再次袭向伊丽莎白，这背后是巨大的邪恶在蠢蠢欲动……
玛琳的心願篇(漫画第39册-第41册)
即使是复活的魔神王也终被〈七大罪〉英雄们的齐心合力攻克，扰乱梅里奥达斯和伊丽莎白包括众人的命运宣布结束……虽然拯救到弟弟赛多里斯，但是〈七大罪〉也失去艾斯卡诺一员，加上梅里奥达斯把自身那股魔神王之力同时注入戒禁一并消除，那么魔神王最后留下的告诫——光明与黑暗时代结束的以后，以及玛琳所说的“混沌再次苏醒，世界将彻底改变”又是什么意思，这次主角是复活的亚瑟以及〈暴食之罪〉玛琳不惜隐瞒众人且持续追求的秘密有关……

## 登場人物

### 七大罪登場人物
梅里奧達斯（Meliodas）
本作男主角。移動型酒館〈豬帽子亭〉的店主，真實身分為魔神族，是魔神王的長子也是前十诫领导者兼王座继承人，原本性格冷酷无情又暴戾，後來遇見最高神的女兒伊麗莎白并被其所改變。三千年前背叛魔神族，身中伊麗莎白的母親最高神的不死诅咒，為了解開自己與愛人伊麗莎白的詛咒而踏上旅程。集结了騎士團〈七大罪〉，并成为團長，〈憤怒之罪〉的梅里奧達斯。
伊麗莎白·里歐涅絲（Elizabeth Liones）
本作女主角。故事初期是里歐涅絲王國第三王女，真實身分為女神族（半人半女神），身上流著森林贤者德鲁伊的血统，也被称为女神的使徒，拥有强大的治愈能力。原为最高神的女兒，三千年前因為與魔神王的長子梅里奥达斯相戀，身中梅里奥达斯的父親魔神王的詛咒而不断轮回转生成為人類，一想起前世記憶後三天內必死亡，為了讓伊莉莎白解除詛咒，戀人梅里奥达斯集結七大罪并打败十诫，而伊丽莎白率领七大罪阻止欲继承魔神王的梅里奥达斯。
霍克（Hawk）
一只會說人话的小豬，在豬帽子亭中負責處理剩飯，认为自己才是最强的，但是鬥级只有30。真实身份是来自炼狱的生物，身体素质十分耐打。它的妈妈更是天空的救世主白大人。

### 啟示錄四騎士登場人物
珀西瓦里（Percival）
本作男主角。16歲，身材矮小的少年，有著一頭如鳥一般的綠色頭髮。

## 用語

### 名詞
〈七大罪〉
里歐涅絲王國中由七位大罪人所組成的七人騎士團，每一位都本領高強，身上某處皆有刺上象徵其所犯罪過的刺青。十年前被嫁禍殺害當時的聖騎士長薩拉托拉斯而遭到通緝，其後成員分散各地並隱匿生活。全員皆為金剛級聖騎士。
與受任於聖騎士長的一般騎士團不同，〈七大罪〉為受任於國王的獨立騎士團。
團內存在著七項規定，由團長梅里奧達斯所定—
第一條：「未知」
第二條：「未知」
第三條：「團員間不過問彼此的罪過」
第四條：「同伴遇到困難時 其餘團員盡全力協助解決」
第五條：「團員間一切的糾紛皆以打架方式解決」
第六條：「團員間自相殘殺時 其餘團員盡全力阻止」
第七條：「偶尔也要全員並肩作戰」
魔力
本作中引發超常力量的來源，角色固有能力的總稱。
部分魔力反映使用者的精神和意志，所呈現的效果都不一樣，可以說是使用者的象徵。
同種族間（人類以外）所具備的魔力也存在著各自的共通性。此外，本作也存在著少數同名或不同名，但效果大同小異的魔力。
不論擁有如何強力無比的魔力，徒手行使的話也無法引出其魔力的真正實力，必須透過武器作媒介使用。當中能夠引發出更強大魔力的武器稱之為「神器」。
《啟示錄四騎士》中說明魔力分為九種特性，分別是破壞型、變質型（納西恩的生成毒素）、治癒型、探索型（能讀心是其中一例）、精神型（如天邪鬼）、幻惑型、隱密型、附咒型（納西恩的散佈、附著在物體上）、神諭型（最稀有，能預知未來），同時擁有四種以上就被稱為英雄型。
鬥級
作中人物強度的一種表現方式。由「魔力」、「武力」、「氣力」所組成，三者統合起來就是闘級。
魔力表示的是魔力的強大。武力表示的是身體能力的強大。氣力表示的個人的冷靜程度以及忍耐力的強度。
聖戰
「當流星以十字劃破天空之時 / 布里塔尼亞的最大威脅將會降臨 / 這是從古代就已定下的命運的試煉 / 光的引導者和黑之血脈的聖戰開始的預兆」
指三千年前發生的，為對抗「魔神族」，「人類」「巨人族」「妖精族」「女神族」結成聯軍所展開的種族大戰。目的為爭奪布里塔尼亞大陸中所蘊含的豐沛魔力 。
在現代因里歐涅絲王預言聖戰即將再次降臨，促成了後來政變的主因。兩位聖騎士長對預言中的「光之引導者」和「黑之血脈」有著自己的解釋，但其中的含意究竟為何卻沒人能確切把握。根據後續劇情發展，「光之引導者」應該指女神族，「黑之血脈」應該指魔神族。在巴士提監獄事件結束後，包含梅里奧達斯在內的布里塔尼亞人民都目睹了「流星以十字劃破天空」的景象。在漫畫第107話再次揭示聖戰的預兆不但沒有消失反而愈發強烈起來：「新的預兆在南方的王國 / 如山的猛獸將會甦醒 / 三位英雄舉起對抗 / 黑暗將大地刺穿」。截止漫畫330話，四個預兆已經實現。
聖騎士
指王國使役的騎士中，具備魔力的人群。主要職責是捍衛邊疆和抗擊蠻族。個人能力被喻為足以匹敵一般國家的全兵力。故事前期為欺壓人民、騎士精神蕩然無存的暴力組織。以里歐涅絲為例，闘級高於300就能被稱之為聖騎士。
「聖騎士團」並非里歐涅絲王國獨有的制度，其他像是卡梅洛王國和已滅亡的达那弗尔王國都有其建制。
聖騎士的階級：（聖騎士的階級與闘級並不掛鈎）
聖騎士長 ＞ 樞機卿 ＞ 「金剛」＞「白金」＞「蒼玉」＞「紅玉」＞「翠玉」＞「水晶」＞ 見習聖騎士 ＞ 騎士 ＞ 見習騎士
受實驗者
利用魔神之血將聖騎士本身的力量強化後的人的名稱。
是由韓德利克森與海爾布萊姆在自身派系裡秘密執行的非人道強化計畫，成功塑造出許多連德雷弗斯派的人也要警惕的聖騎士們。
舊世代
十年前開始製造的受實驗者，是利用普通的聖騎士將其注入魔神因子後加以強化的存在。雖然實驗成功強化了斗級，但結果是實驗的對象（吉拉的父親戴爾）突然異形化暴走，之後則逃跑不知去向，舊世代的製造也隨之停止。
新世代
同樣是以喝下魔神之血來強化這點不變。但改由力量尚不成熟的見習聖騎士為實驗對象，只要能成功抑制因魔神之血急速強化的自身魔力者就算成功案例。
因為原本是見習聖騎士者突然就擁有正式聖騎士的水準，而被周遭的其他聖騎士稱之為「新世代」，韓德利克森派因此實力大進。不過要是無法控制這股急速成長的魔力就會在喝下魔神之血後全身爆裂而死，至於能成功適應魔神之血的條件則不明。（疑似与自身产生的自卑感与弱小的愤恨有关）
〈十戒〉
被常闇之棺所封印住的魔神王直屬的精銳部隊，各自都受到魔神王授與名為「戒禁」的能力。是魔神王為了更有效管治魔界所組成的部隊。
戒禁
〈十戒〉部隊從魔神王手中所授予的能力和力量。在對應持有人面前違反戒禁，無論何人一律均會受到詛咒，其強制性連〈十戒〉成員自身也都無法抵抗。據魔神王所言要解除戒禁詛咒的辦法只有兩個：(1) 擊敗持有相應戒禁的〈十戒〉；(2) 受詛咒者的死亡。
十項戒禁分別是：
「敬神」：凡是背對他之人將會被視為是對魔神王（或其代理人）的不敬而遭到操控。
「慈愛」：在其面前抱持負面情緒者將會失去戰鬥能力。
「真實」：在其面前說謊者將會遭到石化。
「信仰」：在其面前對心中所信之物抱持不信者雙眼將被燒毀。
「不殺」：在其面前殺生者將會被奪取時間（死亡）。
「無慾」：在其面前抱持慾望者將會被奪取感情與記憶。
「沉默」：在其面前說出心中秘密者將會遭到詛咒。
「純潔」：在其面前行為不純者將會被施加疾病。
「安息」：在其面前應該休息卻繼續戰鬥者將會被封印魔力。
「忍耐」：在其面前無法忍受痛苦者將會被施加更大的痛苦。
當戒禁赐予魔神族以外的外族的同時會賦予之魔神族固有的"黑暗"的魔力。
〈十戒〉成員只會受自身的戒禁影響，並不會受到其他九名〈十戒〉的戒禁影響。戒禁是可回收的，回收的條件：(1) 持有者的同意；(2) 持有者處於無法戰鬥的狀態。此外，當持有者死亡後戒禁會保留在屍體上，此情況下能輕易回收。戒禁取出进行吸收所使用的咒語是“歐陣・梅亨・喀伊修玛・诺、唧凯・伊希梅優玛・希改・艾尼哇・叩塔・贾拉喀奇・哇・纳托雷”。
據後續劇情揭露，戒禁其實是目前人在煉獄的魔神王从本体分离出来力量碎片，并且会把戒禁持有者的情报传达给魔神王。一旦聚集起来，单个的力量就会变强甚至产生自身意识，但必须通过占据人或动物等宿主行使力量。能受不住魔神王的力量的只有魔神王的繼承者(梅里奧達斯和賽多里斯)，若强行吸收两种以上的戒禁，戒禁们会为夺得身体而把宿主的意识彻底吞没讓其最终崩坏而亡。
拥有自我意识的戒禁会透过强大的引力互相吸引，少数戒禁会向多数戒禁聚拢。当所有戒禁汇集在一个新容器里面时，那个人身体就会自动被魔神王的意识占据操控成为傀儡，获得与炼狱的魔神王相称的半身的力量，魔力也会逐渐变成支配者。魔神王徹底戰敗後，其遺下现世的所有戒禁最後被自行覺醒了原本魔力的梅里奧達斯连同自己的魔力注入徹底摧毀了。
殷杜拉
上位魔神獻出自己的六個心臟，與黑暗簽訂契約以展露自身內在的野性，轉化而成的就連魔神族都畏惧的傳說魔獸，被稱為“破壞的化身”。鬥級不滿5萬的個體無法使用否則將會因承受不住變化而死亡。轉化後的姿態會隨時間增長而變得更加兇殘，殷杜拉化之後的解除方式只有等生命耗盡而死（劇情中殷杜拉化的十戒被伊莉莎白淨化而沒死）。當中被魔神王授與戒禁的〈十戒〉所轉化的殷杜拉稱為「主恩」。「主恩」殷杜拉在漫畫正篇有出現，具有散布繁殖幼體的能力，最終被班等五名七大罪解體，幼體幾乎也被班一人消滅。其他還存在著冠名為「星霜」 「怨嗟」 「遠雷」 「業報」的殷杜拉徘徊在魔界之中。
劇情裡出現的其他殷杜拉如：德里艾利和蒙斯皮托轉化的殷杜拉，劇場版《天空的囚人》出现的殷杜拉。
〈光之聖痕〉
本是指三千年前，為了對抗魔神族而聯手的人类、妖精族、巨人族、女神族四族聯軍的名稱。
現在三位〈四大天使〉與〈七大罪〉和里歐涅絲王國結盟，共同對抗魔神族。
〈四大天使〉
對應魔神族的〈十戒〉，被最高神賦予「恩寵」的四位高等女神族，女神族的領導層。每名〈四大天使〉都有著匹敵兩名〈十戒〉的實力。由於最高神的加持，均不會受到十戒的戒禁的影響。
恩寵
女神族的「恩寵」如同魔神族的「戒律」一樣，是最高神賦予〈四大天使〉的固有力量。由於僅將那力量分為四份的關係，恩寵的力量比起戒律要來得強大。
四份恩寵分別是：「閃光」、「龍捲」、「大海」、「太陽」。
混沌之母
番外篇首次提及並在263話一問一答環節再出現，五大種族以外所有生命的起源。真實身份為霍克媽媽，白色的豬 。
時間返回之術
设下术式从“多尔基摩托...”开始，让人再次体验过去经历的女神族古老秘术。在作品当中，扎涅莉、萨拉托拉斯，葛罗基西尼亚等人使用过。
聯合軍
由原〈光之聖痕〉成员與〈七大罪〉和里歐涅絲全騎士為對抗魔神族而結成的聯盟。
| 各部隊              | 職責／成員 |
| ------------------- | --- |
| 「強襲部隊」        | 直接突襲敵方大本營——卡梅洛王國。 主要成員：瑪琳、艾斯卡諾、流德雪爾、吉爾桑達、韓德利克森 |
| 「防衛部隊」        | 負責全力保護，死守我方根據地——里歐涅絲王國。 主要成員：都雷法斯、古利亞摩爾、茱莉柯、〈曉暗的咆哮〉 |
| 「掃蕩部隊A」[註 6] | 南下卡梅洛，負責擊破魔神族大軍。 主要成員：霍克妈妈、豪瑟、吉拉、〈蒼天之六連星〉、亚瑟&嘎斯[註 7] |
| 「掃蕩部隊B」       | 为救被掳走的伊丽莎白而飞上——天空演舞场场遗址，后来戴安娜与之会合，与失控的马埃勒爆发了戰鬥，最終成功使之清醒過來。 主要成員：伊麗莎白、金恩、沙利葉、塔米叶、德里艾利[註 8]、哥塞尔、霍克、戴安娜、奥斯陆[註 9] |
| 「妖精·巨人」援軍   | 与扫荡部队大军会合，共同集结在——卡梅洛外围[12]同时与魔神族大军战斗[13]。 主要成员：玛特罗娜、葛拉德、班[註 10]、伊莲恩                                                                                          |
混沌之王
被混沌巫女選上的人類 將成為統治混沌的王
人物為 由聖劍引導，復活後的亞瑟

### 種族
—— 布里塔尼亞大陸上所存在的，除了動物和昆蟲以外的物種，基本上分為五大種族。
人類
目前大陸中數目最多的種族，五大種族中最為短命、生命力最脆弱且不稳定的種族。人类又分为具有文明意识，生产力提高而群居聚落的智人和仍坚持原始生活习惯，具奴隶制生产力低下的原始人（即蛮族），后者偶尔也会出现脱离原始部落，有文明意识的独居个体存在。两者之间常有战争冲突。部分能学会魔法和战斗，见上面“圣骑士/魔力”。
在远古时期，有一位创造主「混沌之王」拥有光明和黑暗两种无比强大而且互相矛盾的力量，它按照自己的能力分别创造出魔神族之主、女神族之主还有神树，继巨人族诞生以后，终于创造出与自己相似的结合力量和美丽、残暴和温柔矛盾的种族——就是人类，所以说人类即是“混沌”本身。
魔神族
來自魔界，形像是惡魔或是類似像撒旦，在三千年前被其他四大種族聯手擊敗並封印了的種族，壽命大約是人類的十倍（即1000岁）。擁有邪惡且龐大的魔力和複數的心臟，在心臟沒被全數破壞的前提下絕對不會死亡。主要的食物是靈魂，不过也能吃一般食物。
固有魔力為「黑暗」，能利用包覆在身上的漆黑線紋作攻擊／防禦／移動（飞行）用途，受傷時亦有再生的效果。
魔神族種族內有著階位的分別，上位魔神的外貌與人類無異，擁有七個心臟，當中闘級超過5萬的個體能獻出其六個心臟來實行殷杜拉化。个体差异相当大，例如有盔甲族、毒蛇、还有外表像人类一樣的大小。
在此之上更存在著最上位魔神，目前已知個體有：梅里奧達斯、赛多里斯、錢德勒、邱扎克、魔神王等。此外只要發誓願意效忠魔神王，其他種族也是能夠加入魔神族旗下（例如：巨人族多罗尔、妖精族葛罗基西尼亚加入〈十戒〉部隊，吸血鬼一族曾以傭兵身分加入）。
其他階位魔神相關：
| 名稱                                 | 強度                                                                                 |
| ------------------------------------ | ------------------------------------------------------------------------------------ |
| 白色魔神[15]                         | 闘級：150～250                                                                       |
| 绿色魔神                             | 闘級：600～900                                                                       |
| 土黄色魔神                           | 闘級：800～1100                                                                      |
| 蓝色魔神[16]                         | 闘級：400～1300                                                                      |
| 红色魔神                             | 闘級：1000～1300                                                                     |
| 橙色魔神                             | 闘級：1300～1600                                                                     |
| 灰色魔神                             | 闘級：2700～3200                                                                     |
| 铜色魔神                             | 闘級：3800～4500                                                                     |
| 巨獸阿爾比恩                         | 闘級：一律5500外貌有點像貝西摩斯，分為肥胖或高瘦形態。                               |
| 银色魔神                             | 闘級：8000（金属光泽人型，面上六个圆点，背后长有荆棘触手可以吸收他人的魔力作为养分） |
| 除此之外存在实力强大的個體、稀有种。 |                                                                                      |
巨人族
擁有接近10米身高和巨大體格，略為長壽的種族（50年相當於人類的一歲）。
作為布里塔尼亞大陸最早誕生的種族，因為相互鬥爭數量越發稀少，現主要聚居布尼塔尼亚大陸北部的「百萬巨峰」，也有隐居在各个地方。雖然與魔神族和女神族相比下較為弱小，但依然有著高強戰鬥力。擁有強大的蛮力和與「大地」相關的魔力，与「大地」关系密切的一族。部落内会举办斗技会选出族长和战士长。身體堅硬，普通武器無法傷害。
以戰鬥或死于战场視為種族的驕傲，追求战斗和荣誉的高傲一族，甚至不惜在战斗中杀死同族，相反地视逃跑/逃避战斗则为耻辱。在人類王國或部落間發起戰爭時，以傭兵身份參戰來獲取報酬以維持生計。不适合的女性战士会被劝导去生孩子培养优秀后代取代自己去战斗。巨人族内也有依靠跳舞成为舞者生活的习俗，而“多洛爾之舞”（能提升自身鬥級）是三千年前巨人始祖“多洛爾”所发明。
妖精族
來自妖精界，居住在布里塔尼亞大陸北方的山林中，与人类缔结互不侵犯条约，與里歐涅絲王國結為友好關係的種族。十分長壽，平均1000-1500岁（數千歲以上）。由於發生過700年前妖精族大量屠殺人類事件和二十年前妖精王之森燒毀事件，數量和知道的人變得越來越少。有的人认为只是故事书中的存在。
少数能夠讀心，能与大部分动植物对话以及改变自己的外观，体味是花香，武力比人類差，有很高的魔法。擅长植物魔法。没有穿内衣的习惯（巨人族同理）。
妖精族从花木等大自然当中诞生，若由同一株诞生的就为兄弟姐妹。不同品种的植物会诞生不同品种的妖精（如黑妖犬和恶作剧小鬼）。如童話描述類似，大部分背後都長有翅膀，沒有翅膀也能在空中飛翔，但對該種族而言「翅膀」是獨當一面的證明，能引發出更強大的魔力。既有尖耳朵的妖精，又有圆耳的妖精。死后尸体不会腐化仍保持生前模样。由于不腐的關係尸体或是翅膀在黑市交易价值很高，会有不法人类商人故意欺骗妖精族取得信任后再贩卖出去。
妖精族一族的領袖兼妖精王由神树所挑选，自出生起携带魔力「灾厄」，并会授予神树制成的靈槍。职责是守護妖精界與妖精王之森以及同胞們來维持森林活动平衡。
女神族
來自天界，形像是天使或是類似像天神，於太古時代與人類、妖精族和巨人族聯手封印魔神族的古代種族，寿命未知，有女性也有男性。现因力量耗盡實體已消失變成精神體，以憑附於物品（如：角笛、琵琶、棍杖、劍等等）的形式存在世界上。
一旦女神族的階級越高，翅膀數量也會越多、形狀也會越大。此外，由於能夠毫無疼痛治癒傷病，所以女神族幾乎不會因生病而死亡。繁殖方式和人类一样是胎生的。
女神族一般身穿自己传统的服饰和盔甲（都印有长着五个翅膀的圆环），但伊丽莎白是特殊的例外。種族內部也有著不同的稱號以分辨實力／闘级的強弱：最強有〈四大天使〉、神兵長、神兵等。弱小的女神族即使是人類的戰士也能戰勝。与魔神族一样从最低到最强都有。女神族每个人的模样与个性相符而成长，和人类情况不一样。固有魔力為「聖櫃」，透過光粒子分解物體，抵銷黑暗。但每個女神族各自擁有不同的「能力」。
關於上位女神族附身人類時：（上位魔神族同理）
若獲得人類肉體的持有人允許，能驅使該人類的身體來行動，此時身體的主導權則交給附身的女神族，也能使用該女神族本來擁有的魔力。附身期間一旦施展力量就会造成人类身体负担，还会造成各种变化（头发突然变长，身体显著地成长等），但瀕死／死亡的身体除外。时间久了会慢慢地重组回原本自己的身體。若是其後寄宿者的魔力會局部残留，持續使用恩寵的話人類肉體因無法承受而死亡。而且附身在人类身上，发挥的实力要视双方适合程度而定无法使出全力，基本上本体比较强。
獸人
因怪異的外表而長年被人類迫害的種族，過著不斷搬遷住處和掠奪人類食糧的生活。
人狼族
在外傳小說登場的獸人。雖然白天時比較弱小，但在滿月期間會變得很強。(就跟在晚上魔力變得很強的魔神族與吸血鬼族一樣)
只有部分的雄性能完全擬態成人類的樣子，因此就被稱為「獸男」。
數量稀少，生態也不太為人所知。雌性因不怎麼離開部落，所以對人類而言為稀少的獵物。
種族獨有魔力為「咆哮」，透過吼聲來控制野獸和人類。
狐男
高智慧的獸人，取而代之力量很弱數量也不多。過著被人類不斷逼出住處的生活。
例如：班的養父——吉巴戈（魔力：「隱密」）
其他種族：吸血鬼、龍族、天翼人。

### 地名
布里塔尼亚大陆
故事发生的主要舞台，原型是现实的英国，3000年前圣战发生和争夺的目的地。
猪帽子亭
移动型酒馆，看似普通地上建筑实质建立在霍克妈妈背上，〈七大罪〉等主角群常聚集和生活的场所，对外经营，每个人在这里都有对应自己的职位。特征制服是黑色版(也有綠色)的男性服务生服（梅里奥达斯初期常服以及韩德利克森、亚瑟、吉尔桑达、豪爾都穿过）和粉色版的女服务生服裝（伊丽莎白初期常服，哥塞爾有穿過）。
建立的启动资金来自10年前冤罪发生后卖掉神器的不得不重头开始梅里奥达斯。外型是一座带瞭望台、阁楼的四层塔型建筑，详细内部布置见“番外篇”，建筑物最终因德里艾利的袭击霍克妈妈倒下跟随坍塌损毁。重建后的猪帽子亭（由国王巴爾托拉出资）依旧建在霍克妈妈背上，体积变大变成类似一个“大啤酒杯”和托盘的外观，S型的“把手”以及托盘部分是一棵树木支撑的阳台。“杯身”有门和窗户点缀。“杯口”是一个露天阳台、，可以让缩小的戴安娜在上面睡觉休息。详细内部布置见“番外篇”。
里歐涅絲王國
布里塔尼亞的第一大國，人口约15万，位于布尼塔尼亚大陆北部，建国日3月22日。故事前期國王被軟禁後，聖騎士們大肆擴張自身權力以致民不聊生。伊麗莎白的表面上的故鄉。
巴拿村
巴士提/巴斯特/バステ 監獄
為了防備必將到來的戰爭而建的實驗室
欧丹村
里欧涅丝王城
泽尔顿的研究楼
佩尼斯湖
達那弗爾王國
与里欧涅斯齐名的布里塔尼亚大国。16年前，经一个崇拜魔神族的魔术师之手解开封印的弗劳德林，复活魔神族需要用到女神族的血但因女神族已经不存在改以全城人民鲜血为代价尝试进行复活〈十诫〉的仪式，召唤出魔兽抓走了他们做祭品。偶然碰见了不惧魔界瘴气的利兹认出她的真正身份，并且把她压倒性地杀死。这一举动引发了梅里奧達斯的暴走导致城镇的大火烧了三天三夜，最后只留下巨大深穴。當時的聖騎士長為梅里奧達斯。伊麗莎白出生的故鄉。
卡梅洛王國
布里塔尼亞南部的新興國家，现任国王是仅有16岁的新登基的亚瑟。本身是弱勢國家，但成長為僅次於里歐涅絲王國的強國，現在被魔神族攻陷並佔據成其大本營。
马拉奇亚王國
与里欧涅斯王国结盟的友好国。但由于一年前里欧涅斯两大圣骑士长单方面撕毁和平条约引发战争导致已毁灭。剩下的人员组成了马拉奇亚暗杀骑士团。
塔利姆王國
艾斯卡诺出身的国家。小国，故事开始30年前已经被蛮族給消灭。
妖精王之森
位於布里塔尼亞大陸北方的大片森林，後被紅色魔神以獄炎燒毀掉。再後於班種下神樹的種子後重生。是連結布里塔尼亞大陸到妖精界的唯一通道。有一层结界对进入森林的存在进行甄别，就连十诫也感觉不到它的存在。
生命之泉
流传着「喝一口能增長十年壽命、全部喝掉就能永生不死」的传说。
位於妖精王之森大樹樹頂上的小湖泊上，不斷從杯中湧出的泉水。
七百年前由伊蓮恩所守護，後來因受到紅色魔神襲擊為了保護班的伊蓮恩而把泉水喂給他喝。
白梦之森
一年四季都被浓雾包裹，骑马移动相当困难而且容易迷失方向，连圣骑士也不敢轻易接近的场所。更重要的是森林里栖息着妖精恶作剧小鬼（Hide and Seek），会幻化成他人的样貌袭击途人。故事开始时戴安娜曾经在此处隐居以及梅里奥达斯被十诫杀死后，伊丽莎白和猪帽子亭曾驻扎于此。
死者之都
待补充
拜泽尔
待补充
恩寵之光
三千年前妖精王之森內部所存在的〈光之聖痕〉的據點。由女神族所建成，一座高7900英呎但沒有任何窗戶的純白之城。
受到流德雪爾的加持所保護，內部存在著通往〈天界〉的門，內部詳細不明。
貝利艾魯茵
聚集許多賢者的都市，在聖戰中處於中立。待补充
因瑪琳的貪婪導致都市被魔神王及最高神以「詛咒與死亡之霧」和「火焰與雷霆之雨」毀滅掉。
愛丁堡城
12年前，從位于爱丁堡东边巨大洞穴的某位魔神族施下的石棺封印下被盗墓者破坏解放出來的吸血鬼族，用一夜攻陷並佔據的城堡，城堡也因吸血鬼王的力量而扭曲成奇怪的形狀。而后还因为〈七大罪〉的艾斯卡诺的「太阳」魔力影响下熔化爆发，烧的不成原型。其后，爱丁堡城盛产奇特的矿石引来附近居民争相挖掘。
这一次愛丁堡事件中，里歐涅絲王國派遣了〈七大罪〉執行任務。戰鬥最後以〈七大罪〉的勝利告終。而关于封印吸血鬼一族的魔神族就是〈十誡〉的处刑人赛多里斯，也是梅里奥达斯的弟弟。同时初步了解梅里奥达斯身世以及与〈十誡〉的恩怨。这其中涉及梅里奥达斯的弟弟兼〈十誡〉的「敬神」赛多里斯与其中吸血鬼王族成员葛尔妲的一些内情。〈十誡〉在復活初期曾短暫到該地作為休息地點。地点是由赛多里斯提议的并在之后曾经短暂离开，猜测是寻找与封印恋人葛尔妲有关的线索，但没料到封印曾经解开，恋人似乎也已经被梅里奥达斯杀死（根据后续剧情发展可知，梅里奥达斯后来又把葛尔妲封印了）。
雷布兹／渡鸦
盗贼都市，班的故乡。
伊斯塔尔
德鲁伊族的圣地。
德鲁伊的祭坛
柯兰德
城塞都市。几百年前因妖精族的海尔布莱姆向人类复仇实行大屠杀而灭亡的城市。因卡梅洛周围发生因魔力无法通过的「次元扭曲」，七大罪一行人在前往解放卡梅洛途中特地来到这次元扭曲的发生地，与利用这里亡灵怨念的梅拉斯丘拉发生了大战。
煉獄
魔神王目前所處於的異界，每當梅里奧達斯死後，靈魂便會來到此地，目前他被剝奪的「感情」也在該處。一般魔神族死后会来到的世界。已知霍克的眼睛連結著煉獄，以便魔神王觀察外界的動靜。根據長年處於煉獄的梅里奧達斯的「感情」所推測 —— 魔神王應該看守著煉獄的出入口。
註：和「安置」靈魂的死者之都不同，煉獄為「囚禁」靈魂之處。与魔界(魔神族生活的世界)也不同。
煉獄內存在著兩種怪物：
1. 墮入到該處的靈魂因心靈陷入絕望而凶暴化轉變而成的外來種。擁有明確的形態並全身均為漆黑色(班与梅里奥达斯的感情也曾变化成这个模样)，死亡後會化為塵埃消失掉。
2. 本身就出生煉獄並有著實體的原生種，身體已進化到能適應煉獄的環境，死亡身體不會消逝。（其素材能用於製作衣服及武器）
關於煉獄的環境，據唯一從煉獄回來的貝利艾魯茵的領袖亦是瑪琳的父親所述：
「煉獄中夾雜灼熱與酷寒的大氣，和蘊含劇毒的大地，持續破壞活人的肉體。」
「時空被扭曲至一分鐘變得有如一年般漫長，持續侵蝕死人的靈魂。」
「在內存在著靈魂被消滅的亡者與怪物，橫行霸道地尋找著獵物。」
魔界
魔神族的故乡。正式介绍在漫画310话：充满黑暗的瘴气，以殷杜拉为首的危险生物四处流窜，是个被污秽污染的国度。那些污秽能够腐蚀其他种族的精神和肉体。梅里奥达斯和赛多里斯的父亲——即魔神王是第一位统一过这里，并自封为这里的国王开始统治这里的。在梅里奥达斯、赛多里斯、德里艾利以及马埃勒的回忆里也作为背景出现过。
天空宮
待补充
索尔兹伯里的「魔法之湖」
距离卡梅洛以西十英里处的索尔兹伯里有一座魔法之湖。那里是布里塔尼亚魔力最丰沛的地方。有个传说是居住在这个湖的公主，曾经送给人类的国王一把不可思议的剑。梅里奥达斯等人与魔神王展开最终决战的地方。
宽阔的湖面如镜子一般映射四周的风景，光滑無波纹。蕴涵的魔力让整个人踩在水面也不下沉。魔神王选择在这里停歇补充与〈七大罪〉战斗后消耗的魔力，战斗中依然源源不绝供给他魔力。由于梅里奥达斯与魔神王二人的到来，平时纹风不动的水面变得波澜起伏，大气震怒，狂风骤起，雷电交错。

## 作中道具
咒言之玉
瑪琳所開發的，能把特定的魔力封印在其中後，在隨意時機使用的便利道具。
| 招式名稱       | 說明 |
| -------------- | --- |
| "永劫封印術"   | 哥吉烏斯在巴士提監獄對〈七大罪〉所使用的陷阱魔法，能生成一個完全隔離的，即使用上十隻暴龍都無法破壞的魔法障壁，隨後因為班與梅里奧達斯以打架做為再度碰面然後被破壞。 |
| "超回復術"     | 瞬間回復一定範圍內的對象的一切傷勢。 |
| "絕對強制解除" | 強制消除他人所設置的魔力術式，但如果術式過於強大則無法消除。 |
| 「通訊」       | 正式名稱不明，通訊用。 |
| 「光源」       | 正式名稱不明，照明用。 |
女神的琥珀
瑪琳所開發的，通過咒語將擁有邪惡之力的對象封印於其中的道具。只是過大的魔神之力就無法封住。
瑪琳的魔法道具
| 道具名稱                 | 說明 |
| ------------------------ | --- |
| 「No.9 擬人針」          | 可以將動物變為人形，將霍克變為豬人。 |
| 「No.48 治癒的天使」     | 由魔界的吃內臟兇惡甲蟲，由瑪琳的新秘術改造，會將身體中的腫瘤吞食，用於歐涅絲王國的國王巴爾托拉的胃潰瘍治療。                                                       |
| 「No.91 溫熱叉子」       | 開發給予霍克的神器，被命名為"神器・雙重霍克"，只是可以用餐叉加熱食物。                                                                                             |
| 「No.172 縮小藥」        | 開發給予黛安娜縮小用的藥丸，食用後讓巨人族的黛安娜就會縮小到人類大小。                                                                                             |
| 「No.174 沉靜的護符」    | 開發給予哥塞尔抑制魔力暴走化的手環，配戴後即可讓失去記憶的哥塞尔停止暴走，但如果脫離便會失效                                                                       |
| 「No.300 怪獸的肉塊」    | 開發給予霍克的魔道具，依照霍克的魔力，進食具有魔力的物種，獲得其魔力與外型，將肉塊切好放入袋中，供霍克食用。                                                       |
| 「No.401绝对强制排便糖」 | 原计划开发予霍克的魔道具，但由于艾斯卡诺嫉妒霍克总是得到玛琳小姐的「爱」(实际上玛琳只不过视霍克为实验动物)，与之进行梅里奥达斯制作的剩饭吃得快比赛，最后获胜取得。 |
常闇之棺
由巨人族最有名的工匠匠达布兹打造，讓人類、巨人族、妖精族、女神族合力封印魔神族時所使用的祭器台，外觀是四個浮雕加龍手柄。梅里奧達斯曾有一段時間把其中龍手柄的部分當作斷刃的劍來使用。漫画337话揭露，常暗之棺最早是玛琳提出要做的。啟示錄四騎士16話中說明事由5種碎片組成的古老祭器，分為右上的女神、中間偏右的巨人、最左邊的妖精、中間偏左的人類，以及正中央代表混沌的龍組成。
巴羅爾的魔眼
持有者（玛琳、哥塞尔、霍克）能看到他人的「鬪級」，集中留意一個對象時，能看到該對象的詳細「鬪級資訊」（魔力、武力、气力）。有一定观测上限，鬪级如果达到一定高度就变得“无法量测”。
瑟那諾斯的號角
位於里歐涅絲王國地下的巨大號角，內裏寄宿著某個女神族，曾經教唆班去殺害梅里奧達斯。但是以失敗告終，其後在動畫特別篇「聖戰的預兆」中有補充，已經被梅里奧達斯所破壞。
聖劍 Excalibur
亞瑟当上国王的理由，誰都無法拔出的傳說之劍。「劍」自身會選擇自己的主人，看是否担任众人的领导者
原本是古代某位泉之公主贈與人類英雄剑圣喀尔芬王的一把不具魔力的劍。为了自己的接班人，他在死前用自身的鲜血和灵魂去除剑的秽气，剑因此提高了强度和锋利度。下一个拥有者人类英雄战王塔拉提诺斯继承前任意志效仿他的做法，以鮮血和靈魂去除秽气再托付给接班人。这个仪式持续了好几千年，無數英雄靈魂寄宿在剑上。所谓圣剑就是人类英雄为了下一任接班人诞生的意志集合体。现在聖劍Excalibur选择了亚瑟。
传送门
瑪琳所開發。
天翼剑
待补充。

## 事件年表

### 故事開始前
- 3XXX年前 ——

◆ 梅里奧達斯背叛魔神族，殺死兩名〈十戒〉。
◆ 魔神族與女神族間的戰力平衡崩壞，聖戰開始。
- 3000年前 ——

◆ 聖戰結束。
- 1000年前 ——

◆ 人類的王國與妖精王之森建立友好關係。
- 700年前 ——

◆ 金恩為尋找海爾布萊姆而來到人界。
◆ 黛安娜幫助了受傷的金恩。
- 200年前 ——

◆ 金恩阻止了海爾布萊姆的惡行。
☆ 金恩作為〈怠惰之罪〉被定罪。
- 40年前 ——

◆ 高瑟 邂逅 娜賈
☆ 高瑟作為〈色慾之罪〉被定罪。
◆ 高瑟遺失〈無欲〉的高瑟送給他的〈心之魔法〉
- 20年前 ——

◆ 班邂逅伊蓮恩。
◆ 妖精王之森被紅色魔神燒毁。
◆ 伊蓮恩死亡。
☆ 班作為〈貪婪之罪〉被定罪。
- 16年前 ——

◆ 梅里奧達斯因暴走已摧毀掉達那弗爾王國。
☆ 梅里奧達斯作為〈憤怒之罪〉被定罪。
◆ 巴爾托拉收伊麗莎白為養女。
◆ 梅里奧達斯幫助了被人在路上找麻煩的黛安娜。
◆ 黛安娜與瑪托羅那遭到人類背叛，瑪托羅那為保護黛安娜殘殺了在場330名王國騎士。
☆ 黛安娜作為〈嫉妒之罪〉被定罪。
◆ 梅里奧達斯 邀請 班 成為同伴。
- 12年前 ——

☩〈七大罪〉VS.  愛丁堡的吸血鬼
- 10年前 ——

◆ 聖騎士薩拉托拉斯被殺害。
◆ 受到王國全體聖騎士包圍，〈七大罪〉展開逃亡。
◆ 黛安娜遺失了神器「破壞者」，並定居白夢之森。
◆ 霍克邂逅梅里奧達斯。梅里奧達斯為開店資金煩惱，最後決定賣了神器「失落災厄」。
- 8年前 ——

◆ 在"死者使役"的作用下，海爾布萊姆復活。
◆〈曉暗的咆哮〉成立。
- 6年前 ——

◇ 聖騎士們擅自成立了〈詭異之牙〉。
- 5年前 ——

◆ 班被逮補囚禁在巴士提監獄，遺失神器「聖棍 Courechouse」。
◆ 拜澤爾打架祭中因有巨人族大鬧，所以往後禁止巨人族出入該地。
- 1年前 ——

◆ 亞瑟首次拔出聖劍 Excalibur。

### 里歐涅絲奪還篇（第一部）
- ☆ 韓德利克森找到灰色魔神的屍體。
- ☆ 里歐涅絲王國的聖騎士們密謀政變。

- ◎ 伊麗莎白邂逅梅里奧達斯
- ☩ 梅里奧達斯 VS. 崔哥

- ◆ 梅里奧達斯解救了被吉爾桑達封住水源的巴拿村。

- ◎ 梅里奧達斯等人在白夢森林與黛安娜會合。
- ☩ 梅里奧達斯 VS. 吉爾桑達

- ☩ 大罪 VS.〈詭異之牙〉
- ◎ 梅里奧達斯等人與班匯合。期間摧毀掉巴士提監獄。
- ★ 「以十字劃破天空」的流星群出現。

- ◆ 梅里奧達斯等人來到死者之都附近的村落。
- ☩ 班 VS. 金恩
- ◆ 班在死者之都再會伊蓮恩。
- ☩ 大罪 VS. 吉拉
- ◎ 梅里奧達斯等人正式與金匯合。

- ◆ 在拜隆的小鎮上發現伊麗莎白的通緝令。
- ◆ 伊麗莎白被貝洛妮卡抓走，其後被梅里奧達斯救回。

- ◇ 吉爾桑達與豪爾殲滅了南下里歐涅絲王國的蠻族。
- ◇ 茱莉柯和崔哥攝取了魔神之血。（崔哥因無法控制急速成長的魔力導致全身爆裂而死）

- ◆ 大罪參戰拜澤爾打架祭。
- ☩ 大罪 VS. 吉拉、茱莉柯、馬爾瑪斯
- ☩ 魔神化梅里奧達斯 VS. 樞機卿海爾布萊姆
- ☩ 黛安娜擊退各聖騎士

- ◆ 在歐丹的村莊遇到哥塞爾。
- ☩ 大罪 VS. 〈曉暗的咆哮〉，其後擊破 "鎧甲巨人"。
- ◎ 梅里奧達斯等人正式與哥塞爾匯合。

- ☆ 韓德利克森展露其真正的目的。
- ◆ 伊麗莎白被薇薇安抓走。
- ◆ 梅里奧達斯、班、哥塞爾闖入王都。

- ◆ 亞瑟率領龐大軍隊抵達王都南門。
- ☩ 韓德利克森 VS. 亞瑟
- ☩ 黛安娜 VS. 都雷法斯等人
- ◇ 豪爾與吉拉叛變。
- ☩ 哥塞爾 VS. 史雷達
- ☩ 哥塞爾 VS. 都雷法斯（兩敗俱傷）
- ☩ 金恩 VS. 海爾布萊姆

- ☩ 韓德利克森、吉爾桑達 VS. 亞瑟、梅里奧達斯
- ◆ 寄宿在號角的女神族指示班去抺殺梅里奧達斯。

- ☩ 韓德利克森、吉爾桑達、薇薇安 VS. 梅里奧達斯
- ◇ 吉爾桑達叛變（從監視狀態下得到解放）。
- ◆ 成功擊倒韓德利克森￼。

- ☩ 瑪琳 VS. 薇薇安
- ◆ 成功救出伊麗莎白和國王巴爾托拉。
- ◆ 瑪琳和亞瑟回到卡梅洛。
- ☆ 韓德利克森襲擊里歐涅絲王王城。
- ☆ 「新世代」體內的魔神之血暴走。

- ◆ 伊麗莎白被韓德利克森抓走。
- ☩ 班 VS. 梅里奧達斯
- ☩ 韓德利克森 VS. 都雷法斯、古利亞摩爾
- ◆ 金消滅海爾布萊姆。
- ◆ 班和金鎮壓「新世代」。

- ☩ 大罪 VS. 韓德利克森
- ☆ 韓德利克森攝取灰色魔鬼的血。
- ◆ 霍克被韓德利克森殺死。
- ◆ 伊麗莎白覺醒魔力。
- ★ 梅里奧達斯擊敗韓德利克森。
- ◆ 霍克變小並復活。

- ◎ 瑪琳正式回歸〈七大罪〉。
- ◆ 負傷的伊麗莎白甦醒。
- ★ 班宣言脫離〈七大罪〉。

### 戒律的復活篇（第二部）
- ◆ 金恩跟隨班脫離〈七大罪〉，其後發現尾隨的茱莉柯。
- ◆ 班等人到達妖精王之森。

- ◆ 梅里奧達斯等人出席王國的授章儀式。
- ☩ 梅里奧達斯 VS. 多格德
- ◆ 巴爾托拉預知到卡梅洛王國會出現危機。

- ◆ 吉爾桑達等人發現都雷法斯異常。
- ☆ 韓德利克森存活。

- ☆ 〈十誡〉復活。
- ◆ 吉爾桑達等人探討魔神族之謎。

- ☩ 哥賽爾 VS. 戴安娜
- ◆ 梅里奧達斯等人前往卡梅洛。
- ☩ 梅里奧達斯 VS. 阿爾比恩
- ☆ 瑪琳歸還梅里奧達斯的神器＜失落的災厄

＞。
- ☩ 金恩 VS. 阿爾比恩
- ☩ 班 VS.傑拉德
- ☆ 金恩解放神器＜靈槍Chastiefol＞。

## 出版書籍
漫畫
| 卷數 | 講談社         | 講談社                 | 講談社                 | 東立出版社                   | 東立出版社                                |
| 卷數 | 發售日期       | 通常版 ISBN            | 限定版 ISBN            | 發售日期                     | ISBN / EAN                                |
| ---- | -------------- | ---------------------- | ---------------------- | ---------------------------- | ----------------------------------------- |
| 1    | 2013年2月15日  | ISBN 978-4-06-384802-1 | 不適用                 | 2013年6月10日                | ISBN 978-986-332-403-4                    |
| 2    | 2013年4月17日  | ISBN 978-4-06-384852-6 | 不適用                 | 2013年6月10日生              | ISBN 978-986-332-404-1                    |
| 3    | 2013年6月17日  | ISBN 978-4-06-384884-7 | 不適用                 | 2013年8月26日                | ISBN 978-986-332-750-9                    |
| 4    | 2013年8月16日  | ISBN 978-4-06-394918-6 | 不適用                 | 2013年11月1日 2013年11月8日  | EAN 471094554243-0 ISBN 978-986-337-188-5 |
| 5    | 2013年10月17日 | ISBN 978-4-06-394947-6 | 不適用                 | 2013年12月18日               | ISBN 978-986-337-661-3                    |
| 6    | 2013年12月17日 | ISBN 978-4-06-394988-9 | 不適用                 | 2014年3月13日                | ISBN 978-986-348-017-4                    |
| 7    | 2014年2月17日  | ISBN 978-4-06-395013-7 | 不適用                 | 2014年4月15日                | ISBN 978-986-348-505-6                    |
| 8    | 2014年4月17日  | ISBN 978-4-06-395054-0 | 不適用                 | 2014年7月9日                 | ISBN 978-986-348-826-2                    |
| 9    | 2014年6月17日  | ISBN 978-4-06-395107-3 | 不適用                 | 2014年8月11日                | ISBN 978-986-365-221-2                    |
| 10   | 2014年8月16日  | ISBN 978-4-06-395162-2 | 不適用                 | 2014年9月25日                | ISBN 978-986-365-711-8                    |
| 11   | 2014年10月17日 | ISBN 978-4-06-395219-3 | 不適用                 | 2014年12月1日                | ISBN 978-986-382-057-4                    |
| 12   | 2014年12月17日 | ISBN 978-4-06-395265-0 | ISBN 978-4-06-362286-7 | 2015年2月4日                 | ISBN 978-986-382-492-3                    |
| 13   | 2015年2月17日  | ISBN 978-4-06-395321-3 | ISBN 978-4-06-362290-4 | 2015年4月7日                 | ISBN 978-986-382-878-5                    |
| 14   | 2015年4月17日  | ISBN 978-4-06-395371-8 | ISBN 978-4-06-362295-9 | 2015年6月15日                | ISBN 978-986-431-241-2                    |
| 15   | 2015年6月17日  | ISBN 978-4-06-395418-0 | ISBN 978-4-06-358768-5 | 2015年8月28日                | ISBN 978-986-431-687-8                    |
| 16   | 2015年8月12日  | ISBN 978-4-06-395458-6 | ISBN 978-4-06-358769-2 | 2015年11月6日                | ISBN 978-986-462-073-9                    |
| 17   | 2015年10月16日 | ISBN 978-4-06-395519-4 | ISBN 978-4-06-362310-9 | 2015年12月18日               | ISBN 978-986-462-396-9                    |
| 18   | 2015年12月17日 | ISBN 978-4-06-395561-3 | ISBN 978-4-06-362322-2 | 2016年2月17日                | ISBN 978-986-462-800-1                    |
| 19   | 2016年2月17日  | ISBN 978-4-06-395602-3 | ISBN 978-4-06-358806-4 | 2016年4月7日                 | ISBN 978-986-106-638-7                    |
| 20   | 2016年4月15日  | ISBN 978-4-06-395650-4 | ISBN 978-4-06-358807-1 | 2016年5月27日                | ISBN 978-986-470-220-6                    |
| 21   | 2016年6月17日  | ISBN 978-4-06-395690-0 | ISBN 978-4-06-358831-6 | 2016年8月11日                | ISBN 978-986-470-544-3                    |
| 22   | 2016年8月17日  | ISBN 978-4-06-395729-7 | ISBN 978-4-06-358836-1 | 2016年10月27日               | ISBN 978-986-470-868-0                    |
| 23   | 2016年10月17日 | ISBN 978-4-06-395778-5 | ISBN 978-4-06-358841-5 | 2016年12月29日               | ISBN 978-986-482-151-8                    |
| 24   | 2016年12月16日 | ISBN 978-4-06-395829-4 | ISBN 978-4-06-358845-3 | 2017年2月9日                 | ISBN 978-986-482-537-0                    |
| 25   | 2017年3月17日  | ISBN 978-4-06-395895-9 | ISBN 978-4-06-362353-6 | 2017年6月16日 2017年6月23日  | EAN 471094555211-8 ISBN 978-986-486-050-0 |
| 26   | 2017年5月17日  | ISBN 978-4-06-395948-2 | ISBN 978-4-06-510013-4 | 2017年7月17日                | ISBN 978-986-486-342-6                    |
| 27   | 2017年7月14日  | ISBN 978-4-06-510039-4 | ISBN 978-4-06-510043-1 | 2017年10月19日               | ISBN 978-986-486-649-6                    |
| 28   | 2017年10月17日 | ISBN 978-4-06-510242-8 | ISBN 978-4-06-510446-0 | 2017年12月7日                | ISBN 978-957-9652-74-2                    |
| 29   | 2017年12月15日 | ISBN 978-4-06-510582-5 | ISBN 978-4-06-510822-2 | 2018年4月30日 2018年5月7日   | EAN 471094555508-9 ISBN 978-957-26-0463-2 |
| 30   | 2018年2月16日  | ISBN 978-4-06-510966-3 | ISBN 978-4-06-510967-0 | 2018年6月1日                 | ISBN 978-957-26-0765-7                    |
| 31   | 2018年4月17日  | ISBN 978-4-06-511205-2 | ISBN 978-4-06-511376-9 | 2018年7月2日                 | ISBN 978-957-26-1144-9                    |
| 32   | 2018年6月15日  | ISBN 978-4-06-511616-6 | ISBN 978-4-06-511618-0 | 2018年10月26日 2018年11月5日 | EAN 471094555751-9 EAN 471094555755-7     |
| 33   | 2018年8月17日  | ISBN 978-4-06-512235-8 | ISBN 978-4-06-512236-5 | 2018年12月3日                | ISBN 978-957-26-1732-8                    |
| 34   | 2018年11月16日 | ISBN 978-4-06-512991-3 | ISBN 978-4-06-512847-3 | 2019年1月19日                | ISBN 978-957-26-2195-0 EAN 471094555832-5 |
| 35   | 2019年1月17日  | ISBN 978-4-06-513877-9 | ISBN 978-4-06-513878-6 | 2019年5月30日                | ISBN 978-957-26-2666-5                    |
| 36   | 2019年4月17日  | ISBN 978-4-06-514884-6 | ISBN 978-4-06-514885-3 | 2019年7月8日                 | ISBN 978-957-26-3242-0                    |
| 37   | 2019年6月17日  | ISBN 978-4-06-515676-6 | ISBN 978-4-06-515678-0 | 2019年9月23日                | ISBN 978-957-26-3675-6                    |
| 38   | 2019年9月17日  | ISBN 978-4-06-516231-6 | ISBN 978-4-06-516232-3 | 2020年1月13日                | ISBN 978-957-26-4186-6                    |
| 39   | 2019年11月15日 | ISBN 978-4-06-517356-5 | ISBN 978-4-06-517357-2 | 2020年3月5日                 | ISBN 978-957-26-4526-0                    |
| 40   | 2020年2月17日  | ISBN 978-4-06-518271-0 | ISBN 978-4-06-518272-7 | 2020年6月1日                 | ISBN 978-957-26-5017-2                    |
| 41   | 2020年5月15日  | ISBN 978-4-06-518685-5 | ISBN 978-4-06-518684-8 | 2020年9月10日                | ISBN 978-957-26-5328-9                    |

七大罪公式漫迷手冊
| 副標題       | 講談社        | 講談社                 | 東立出版社   | 東立出版社             |
| 副標題       | 發售日期      | ISBN                   | 發售日期     | ISBN                   |
| ------------ | ------------- | ---------------------- | ------------ | ---------------------- |
| 「解体罪書」 | 2015年2月17日 | ISBN 978-4-06-377131-2 | 2016年2月4日 | ISBN 978-986-462-762-2 |
| 「罪約聖書」 | 2016年8月17日 | ISBN 978-4-06-393043-6 |              |                        |

插畫集『七つの大罪 イラストコレクション 〈七色の罪〉』
| 講談社        | 講談社                 | 東立出版社    | 東立出版社             |
| 發售日期      | ISBN                   | 發售日期      | ISBN                   |
| ------------- | ---------------------- | ------------- | ---------------------- |
| 2015年2月17日 | ISBN 978-4-06-377158-9 | 2016年1月28日 | ISBN 978-986-462-763-9 |

外傳集『七つの大罪 番外編集 ＜原罪＞』
| 講談社        | 講談社                 | 東立出版社   | 東立出版社             |
| 發售日期      | ISBN                   | 發售日期     | ISBN                   |
| ------------- | ---------------------- | ------------ | ---------------------- |
| 2018年7月17日 | ISBN 978-4-06-512966-1 | 2023年6月2日 | ISBN 978-957-26-7997-5 |

外傳集『七つの大罪 外伝集 〈罪実〉』
| 講談社        | 講談社                 | 東立出版社    | 東立出版社             |
| 發售日期      | ISBN                   | 發售日期      | ISBN                   |
| ------------- | ---------------------- | ------------- | ---------------------- |
| 2020年2月17日 | ISBN 978-4-06-517528-6 | 2021年7月14日 | ISBN 978-957-26-6734-7 |

衍生漫畫、輕小說
待補充

## 電視動畫
2014年10月至2015年3月播放第1期，共24集。電視特別篇於2016年8月28日五檔播放，共4集（內容為動畫原創）。第二期2018年1月至同年6月播出，共24集+1總集篇。第三期2019年10月至2020年3月播放。第四期（最終章）原本預定2020年10月放送，因受到2019冠狀病毒病疫情的影響，2020年的部分作品被延期至2021年播出。另外有製作特裝版漫畫附送的三集OAD，內容改編自漫畫番外篇。

### 製作人員
|                                                     | 第1期                                                    | TVSP                                             | 第2期                                                                       | 第3期                            | 第4期                            |
| --------------------------------------------------- | -------------------------------------------------------- | ------------------------------------------------ | --------------------------------------------------------------------------- | -------------------------------- | -------------------------------- |
| 原作                                                | 鈴木央                                                   | 鈴木央                                           | 鈴木央                                                                      | 鈴木央                           | 鈴木央                           |
| 導演                                                | 岡村天齋                                                 | 所智一                                           | 古田丈司 田中智也（副）                                                     | 西澤晋                           | 西澤晋                           |
| 系列構成                                            | 菅正太郎                                                 | 綾奈由仁子                                       | 吉岡孝夫                                                                    | 池田臨太郎                       | 池田臨太郎                       |
| 人物設計（第1-2期） 動畫角色設定（第3-4期）         | 佐佐木啟悟                                               | 佐佐木啟悟                                       | 戶谷賢都 佐佐木啟悟                                                         | 西野理惠                         | 西野理惠                         |
| 輔助人物設計（第1-2期） 動畫輔助角色設定（第3-4期） | 小松麻美                                                 | 不適用                                           | 川上哲也                                                                    |                                  |                                  |
| 道具設定                                            | 宮川治雄                                                 | 宮川治雄 須藤智子                                | 宮川治雄                                                                    | 安食圭                           | 安食圭                           |
| 美術監督                                            | 伊東廣道                                                 | 伊東廣道                                         | 伊東廣道 田邊浩子（第13話－第24話）                                         | 河合泰利                         | 河合泰利                         |
| 美術設定                                            | 金平和茂                                                 | 成田偉保                                         | 成田偉保                                                                    | 河合泰利                         | 河合泰利                         |
| 色彩設計                                            | 茂木孝浩                                                 | 茂木孝浩                                         | 茂木孝浩 岡崎菜菜子                                                         | 晴子登                           | 晴子登                           |
| 攝影監督                                            | 木村俊也                                                 | 木村俊也                                         | 木村俊也                                                                    | 青木孝司                         | 青木孝司                         |
| 3DCG導演                                            | 輕部優                                                   | 輕部優                                           | 輕部優                                                                      | 不適用                           |                                  |
| 編集                                                | 後藤正浩                                                 | 後藤正浩                                         | 後藤正浩                                                                    | 内田惠                           | 内田惠                           |
| 音樂                                                | 澤野弘之 和田貴史（第14-24話）                           | 澤野弘之 和田貴史                                | 澤野弘之 KOHTA YAMAMOTO 和田貴史                                            | 澤野弘之 KOHTA YAMAMOTO 和田貴史 | 澤野弘之 KOHTA YAMAMOTO 和田貴史 |
| 音響監督                                            | 若林和弘                                                 | 若林和弘                                         | 若林和弘                                                                    | 横田知加子                       | 横田知加子                       |
| 音樂製作                                            | Aniplex                                                  | Aniplex                                          | Aniplex                                                                     | Walkline                         | Walkline                         |
| 製片人                                              | 瓜生恭子、立石謙介 遠藤哲哉、金庭こず恵 井上貴允、橋本龍 | 瓜生恭子、立石謙介 遠藤哲哉、金庭こず恵 龜井博司 | 瓜生恭子、立石謙介 古川慎、加瀬直人 鍋岩晶子、長谷川嘉範 紀伊宗之、龜井博司 | 高林庸介                         | 高林庸介                         |
| 動畫製片人                                          | 山田賢志郎                                               | 藤田祥雄                                         | 山田賢志郎、澀谷晃尚                                                        | 浦崎宣光 門貴治                  | 門貴治                           |
| 動畫製作                                            | A-1 Pictures                                             | A-1 Pictures                                     | A-1 Pictures                                                                | STUDIO DEEN                      | STUDIO DEEN                      |
| 製作                                                | 「七大罪」 製作委員會                                    | 「七大罪TVSP」 製作委員會                        | 「七大罪 戒律的復活」 製作委員會                                            | 「七大罪 眾神的逆鱗」 製作委員會 | 「七大罪 憤怒的審判」 製作委員會 |
| 製作                                                | MBS                                                      | MBS                                              | MBS                                                                         | TV Tokyo                         | TV Tokyo                         |
| 碟片發行                                            | Aniplex                                                  | Aniplex                                          | Aniplex                                                                     | 東寶                             | 東寶                             |

| 原作       | 鈴木央                                                                                         |
| 導演       | 小平麻紀                                                                                       |
| 系列構成   | 村越繁                                                                                         |
| 人物設定   | 高田洋一                                                                                       |
| 美術設定   | 村本奈津江                                                                                     |
| 色彩設定   | 小島真喜子                                                                                     |
| 美術監督   | 村本奈津江                                                                                     |
| 3D監督     | sahkaku△                                                                                       |
| 攝影監督   | 野口龍生                                                                                       |
| 編輯       | 笠原義宏                                                                                       |
| 音響監督   | 小泉紀介                                                                                       |
| 音樂制作   | VAP                                                                                            |
| 音樂       | KOHTA YAMAMOTO                                                                                 |
| 主旋律作曲 | 澤野弘之、KOHTA YAMAMOTO                                                                       |
| 總制作人   | 古川慎、岸田拓磨                                                                               |
| 制作人     | 佐藤尚哉、佐藤史子、吉尾宗太、田中潤一朗                                                       |
| 動畫制作人 | 田中奈都湖                                                                                     |
| 動畫製作   | Telecom Animation Film                                                                         |
| 企劃製作   | Unlimited Produce by TMS                                                                       |
| 製作       | 「七大罪 默示録四騎士」製作委員会 （講談社、TMS娛樂、VAP、TBS電視台、颯美、電通、Movic、丸井） |

### 主題曲
第一季
片頭曲
《熱情光譜（熱情のスペクトラム）》（第2－12話）
作詞、作曲：水野良樹，編曲：近藤隆史、田中裕介，主唱：生物股長
第1話作为片尾曲使用。
《Seven Deadly Sins》（第13－23話）
作詞︰Kamikaze Boy、Jean-Ken Johnny，作曲：Kamikaze Boy，編曲、主唱：MAN WITH A MISSION
片尾曲
《7 -seven-》（第2－12話）
作詞：Koushi Asakawa、谷山紀章，作曲：Takeshi Asakawa，編曲、主唱：FLOW×GRANRODEO
《Season》（第13－24話）
作詞、主唱：瀧川亞里沙，作曲、編曲：瀧川亞里沙、渡邊拓也
插曲
《Perfect Time》（第1－24話、第三季第1话）
作詞：mpi ，作曲、編曲：澤野弘之，主唱：mpi、Mika Kobayashi
聖戰的預兆
片頭曲《CLASSIC》
作詞：YUKKE、達瑯，作曲：YUKKE，編曲： & Ken ，主唱：MUCC
片尾曲
作詞、主唱：瀧川亞里沙，作曲：奥井康介、瀧川亞里沙，編曲：渡邊拓也
第二季
片頭曲
《Howling》（第1－12話）
作詞：Kohshi Asakawa、Keigo Hayashi、Kisho Taniyama，作曲：Takeshi Asakawa、Masaaki Iizuka，編曲、主唱：FLOW×GRANRODEO
第1話作片尾曲使用。
（第13－24話）
作詞、主唱：SKY PEACE，作曲、編曲：宮川拓
第24話作片尾曲使用。
片尾曲
《Beautiful》（第1－12話）
作詞、作曲、主唱：Anly，編曲：Jeff Miyahara
（第13－24話）
作詞：TOMO，作曲：glasswerks，編曲：Carlos K.、谷口尚久，主唱：雨宮天
第24話作插入曲使用。
第三季
片頭曲
《ROB THE FRONTIER》（第1－12話）
作詞：TAKUYA∞ ，作曲：信人、TAKUYA∞，編曲：UVERworld、平出悟，主唱：UVERworld
《delete》（第13－24話）
作詞：Mao，作曲：御惠明希，編曲、主唱：SID
片尾曲
《Regeneration》（第1－12話）
作詞：KOUTAPAI，作曲、編曲：Saku，主唱：雨宮天
《Good day》（第13－24話）
作詞：足立佳奈、中村泰輔，作曲、編曲：中村泰輔，主唱：足立佳奈
第四季
片頭曲
《光あれ》（第1－12話）
作词：n-buna，作曲、编曲：泽野弘之，演唱：冈野昭仁
《永遠のAria》（第13－24話）
作詞：上坂梨紗，作曲：家原正樹˙Giz'Mo(from Jam9)，編曲：家原正樹，主唱：雨宮天
片尾曲
《time》（第1－12話）
作词：cAnON，作曲、编曲：泽野弘之，演唱：ReoNa
《NAMELY》（第13－24話）
作詞：TAKUYA∞ ，作曲：彰,Yuzuru Kusugo,Satoshi Shibayama，編曲：UVERworld、平出悟，主唱：UVERworld
啟示錄四騎士
第一季
片頭曲
《UP TO ME!》（第1－11話）
作詞、作曲、编曲：Carlos K.，演唱：Little Glee Monster
《Your Key》（第12話－24話）
作詞、作曲：Yohei、KENTZ、D&H，編曲：KENTZ、D&H，演唱：JO1
片尾曲
《Friends Are For》（第1－11話）
作词：JJean、YVES&ADAMS，作曲：ALYSA、JJean，编曲：ALYSA、ΦMI，演唱：MOONCHILD
《未完成》（第12話－24話）
作词：[] 错误：{{Lang}}：无效参数：|3=（帮助），作曲：Carios Okabe、maeshima soshi，编曲：maeshima soshi，演唱：ざきのすけ。
第二季
《MMH》
作詞、作曲：TAKUYA∞，編曲：UVERworld、平山悟，演唱：UVERworld
《アカイロ》
作詞、作曲、編曲：UTA，演唱：Hana Hope

### 各話列表
| 話數                        | 日文標題                 | 中文標題                | 香港標題             | 劇本             | 分鏡              | 演出                       | 作畫監督                                                                           | 總作畫監督          | 改編自原作                   |
| 第一期《七大罪》            | 第一期《七大罪》         | 第一期《七大罪》        | 第一期《七大罪》     | 第一期《七大罪》 | 第一期《七大罪》  | 第一期《七大罪》           | 第一期《七大罪》                                                                   | 第一期《七大罪》    | 第一期《七大罪》             |
| --------------------------- | ------------------------ | ----------------------- | -------------------- | ---------------- | ----------------- | -------------------------- | ---------------------------------------------------------------------------------- | ------------------- | ---------------------------- |
| 第一話                      |                          | 七大罪                  | 七大罪               | 菅正太郎         | 岡村天齋          | 所智一                     | 小松麻美                                                                           | 佐佐木啓悟          | 第1話                        |
| 第二話                      |                          | 聖騎士的劍              | 聖騎士的劍           | 菅正太郎         | 岡村天齋 坂上六郎 | 伊藤秀樹                   | 伊藤秀樹                                                                           | 佐佐木啓悟          | 第2－3話                     |
| 第三話                      |                          | 沉睡森林之罪            | 在森林沉睡的罪孽     | 花田十輝         | 東出太            | 飛田剛                     | 伊藤公規                                                                           | 小松麻美            | 第4－6話                     |
| 第四話                      |                          | 少女的夢想              | 少女的夢             | 綾奈由仁子       | 岡村天齋          | 岩月甚                     | 小野田貴之                                                                         | 佐佐木啓悟          | 第7－9話                     |
| 第五話                      |                          | 即使你死了              | 即使你已逝去         | 菅正太郎         | 菅井嘉浩          | 小野田雄亮                 | 柴田志朗                                                                           | 小松麻美            | 第9－12話                    |
| 第六話                      |                          | 起始之詩                | 初始之詩篇           | 花田十輝         | 瀧澤敏文          | 石井俊匡                   | 大杉尚廣                                                                           | 佐佐木啓悟          | 第13－17話                   |
| 第七話                      |                          | 感動的再會              | 感動的再會           | 綾奈由仁子       | 瀨藤健嗣          | 高村雄太                   | 橋本英樹、津熊健德                                                                 | 小松麻美            | 第17－20話                   |
| 第八話                      |                          | 令人恐懼的追蹤者        | 恐怖的追蹤者         | 菅正太郎         | 今泉賢一          | 今泉賢一                   | 寺田祐一、伊藤公規                                                                 | 佐佐木啟悟          | 第21－24話                   |
| 第九話                      |                          | 暗黑的脈動              | 黑暗的脈動           | 花田十輝         | 伊藤秀樹          | 伊藤秀樹                   | 伊藤秀樹                                                                           | 小松麻美            | 第25－30話                   |
| 第十話                      |                          | 巴塞爾打架祭典          | 拜澤爾比武祭         | 綾奈由仁子       | 坂上六郎          | 佐藤光敏                   | 北條直明、杉本幸子 仁井學                                                          | 佐佐木啟悟          | 第31－33話                   |
| 第十一話                    |                          | 積年的心願              | 多年的心願           | 菅正太郎         | 古田丈司          | 飛田剛                     | 小野田貴之                                                                         | 小松麻美            | 第34－39話                   |
| 第十二話                    |                          | 戰慄的卡農              | 戰慄的卡農           | 菅正太郎         | 白金雅太郎        | 岩月甚                     | 石川準、伊藤秀樹 道下康太、古住千秋 橫田匡史、小野田貴之                           | 佐佐木啟悟          | 第40－46話                   |
| 第十三話                    |                          | 破壞的使徒              | 破壞的使徒           | 菅正太郎         | 坂上六郎          | 國本晃伸                   | 三浦雅子、河西睦月                                                                 | 小松麻美            | 第47－51話                   |
| 第十四話                    |                          | 讀書的人                | 讀書的人             | 綾奈由仁子       | 岡村天齋          | 石井俊匡                   | 大杉尚廣、伊藤公規 寺田祐一、古住千秋 戶谷賢都、石川準                             | 佐佐木啟悟          | 第52－54話                   |
| 第十五話                    |                          | 邪惡騎士                | 不潔的騎士           | 綾奈由仁子       | 佐藤光敏          | 佐藤光敏                   | 北條直明、杉本幸子 望月謙、川村敏江                                                | 小松麻美            | 第55－58話                   |
| 第十六話                    |                          | 被流放的傳說            | 被追趕的傳說         | 花田十輝         | 福田道生          | 伊藤秀樹                   | 伊藤秀樹、小野田貴之                                                               | 佐佐木啟悟          | 第59－62話                   |
| 第十七話                    |                          | 最初的犧牲              | 最初的犧牲           | 菅正太郎         | 菅井嘉浩          | 高村雄太                   | 津熊健徳、藤原未来夫 青木里枝、松本純平                                            | 小松麻美            | 第63－67話                   |
| 第十八話                    |                          | 即使賭上性命            | 儘管豁出性命         | 綾奈由仁子       | 今泉賢一          | 今泉賢一                   | 戶谷賢都、須藤智子 吉住千秋、井元一彰 石川準                                       | 佐佐木啟悟          | 第68－73話                   |
| 第十九話                    |                          | 苦等無果的妖精王        | 白等一場的妖精王     | 花田十輝         | 坂上六郎          | 熨斗谷充孝                 | 仁井學、北條直明 杉本幸子                                                          | 戶谷賢都            | 第74－75話 外傳              |
| 第二十話                    |                          | 勇氣的咒語              | 勇氣的咒語           | 菅正太郎         | 高橋敦史          | 岩月甚                     | 伊藤公規、寺田祐一 岡本達明、小野田貴之                                            | 小松麻美            | 第76－83話                   |
| 第二十一話                  |                          | 此時，迫近皇都的威脅    | 迫在眉睫的威脅       | 菅正太郎         | 田口智久          | 飛田剛                     | 小野田貴之                                                                         | 佐佐木啟悟          | 第84－87話                   |
| 第二十二話                  |                          | 我能為你做的事          | 為了你可以做的事     | 綾奈由仁子       | 所智一            | 西片康人                   | 須藤智子、石川準、古住千秋 加藤萬由子、戶谷賢都                                    | 戶谷賢都            | 第88－92話                   |
| 第二十三話                  |                          | 絕望降臨                | 絕望降臨             | 花田十輝         | 石平信司          | 伊藤秀樹                   | 小松麻美、伊達公規 岡本達明、寺田祐一 五反孝幸                                     | 小松麻美            | 第93－97話                   |
| 第二十四話                  |                          | 英雄們                  | 各位英雄             | 菅正太郎         | 岡村天齋          | 石井俊匡                   | 小野田貴之、須藤智子 石川準、古住千秋 戶谷賢都                                     | 佐佐木啟悟          | 第98－102話                  |
| 特別篇《七大罪 聖戰的預兆》 |                          |                         |                      |                  |                   |                            |                                                                                    |                     |                              |
| 第一話                      | The Dark Dream Begins    | 噩夢的開始              | 不適用               | 綾奈由仁子       | 所智一            | 所智一                     | 前田學史                                                                           | 須藤智子            | 動畫原創                     |
| 第二話                      | Our Fighting Festival    | 兩人的打架祭            | 不適用               | 木戶雄一郎       | 上田茂            | 上田茂                     | 山名秀和、小野田貴之                                                               | 伊藤公規            | 動畫原創                     |
| 第三話                      | In Pursuit of First Love | 追隨著初戀              | 不適用               | 綾奈由仁子       | 石井俊匡          | 石井俊匡                   | 田中織枝、辻早智子 菊池貴行                                                        | 須藤智子            | 動畫原創                     |
| 第四話                      | The Shape of Love        | 愛的形式                | 不適用               | 綾奈由仁子       | 宮尾佳和          | 飛田剛                     | 古住千秋、中拓郎                                                                   | 伊藤公規            | 動畫原創                     |
| 第二期《七大罪 戒律的復活》 |                          |                         |                      |                  |                   |                            |                                                                                    |                     |                              |
| 總集篇                      |                          | -序章-                  | 不適用               | 第1期總集篇      | 第1期總集篇       | 第1期總集篇                | 第1期總集篇                                                                        | 第1期總集篇         | 第1期總集篇                  |
| 第一話                      |                          | 魔神族復活              | 魔神族復活           | 吉岡孝夫         | 古田丈司          | 田中智也                   | 戶谷賢都、山名秀和                                                                 | 戶谷賢都            | 第103、 105－109話           |
| 第二話                      |                          | 存在和證明              | 存在與證明           | 木戶雄一郎       | 永岡智佳          | 永岡智佳                   | 秋月彩                                                                             | 川上哲也            | 第104－105、108 、110－112話 |
| 第三話                      |                          | 神器 失落災厄           | 神器Lost Vayne       | 永井千晶         | 西澤晉            | 長山延好                   | 錦見樂                                                                             | 戶谷賢都            | 第113－116話                 |
| 第四話                      |                          | 十戒 開始行動           | 十戒行動             | 赤星政尚         | 初見浩一          | 丸山裕介                   | 齊藤千恵                                                                           | 川上哲也            | 第117－119話                 |
| 第五話                      |                          | 壓倒性的暴力            | 壓倒性的暴力         | 安永豊           | 藤澤俊幸          | 孫承希                     | 小川、清水勝祐                                                                     | 戶谷賢都            | 第120－122 、139話           |
| 第六話                      |                          | 贖罪的聖騎士長          | 贖罪的聖騎士長       | 永井千晶         | 西澤晉            | 徐惠真                     | 山村俊了、江森真理子 津熊健徳                                                      | 川上哲也            | 第123－125話                 |
| 第七話                      |                          | 記憶所向之處            | 追尋記憶之地         | 吉岡孝夫         | 石川俊介          | 石川俊介                   | 齊藤千恵                                                                           | 戶谷賢都            | 第126話 外傳                 |
| 第八話                      |                          | 德魯伊的聖地            | 德魯伊的聖地         | 木戶雄一郎       | 田中智也          | 田中智也                   | 山名秀和                                                                           | 川上哲也            | 第127－130話                 |
| 第九話                      |                          | 與深愛之人的約定        | 與深愛之人的約定     | 赤星政尚         | 古田丈司          | 高橋謙仁                   | 錦見樂、清水勝祐                                                                   | 戶谷賢都            | 第130－131 、139話           |
| 第十話                      |                          | 我們所欠缺的東西        | 我們欠缺的東西       | 安永豐           | 吉岡忍            | 吉田南                     | 秋月彩、能海知佳                                                                   | 川上哲也            | 第132－133 、140話           |
| 第十一話                    |                          | 父親與兒子              | 父親與兒子           | 木戶雄一郎       | 西澤晉            | 門間一彌                   | 齊藤千惠、坂本茜                                                                   | 戶古賢都            | 第134－135 、141話           |
| 第十二話                    |                          | 愛所在之處              | 愛的所在             | 吉岡孝夫         | 佐佐木守          | 丸山裕介                   | 臼田美夫、服部憲治                                                                 | 川上哲也            | 第136－137 、141－143話      |
| 第十三話                    |                          | 再見 親愛的盜賊         | 永別了，我心愛的盜賊 | 赤星政尚         | 西澤晉            | 平野宏樹                   | 古住千秋、小川 小林理                                                              | 戶谷賢都            | 第138、 143－146話           |
| 第十四話                    |                          | 太陽之主                | 太陽之主             | 安永豐           | 岡村天齋          | 岩月甚                     | 丸山大勝、小松真梨子 錦見樂、小松沙奈                                              | 戶谷賢都 川上哲也   | 第147－150話                 |
| 第十五話                    |                          | 戰慄的告白              | 戰慄的告白           | 木戶雄一郎       | 初見浩一          | 朝岡卓矢                   | 江森真理子、津熊健徳 齊藤香織                                                      | 戶谷賢都 川上哲也   | 第151－154話                 |
| 第十六話                    |                          | 死亡陷阱的迷宮          | 死亡陷阱迷宮         | 吉岡孝夫         | 石川俊介          | 木村寬                     | 秋月彩、小川 清水勝祐、坂本茜                                                      | 川上哲也            | 第155－160話                 |
| 第十七話                    |                          | 傳承者們                | 傳承者               | 赤星政尚         | 田中智也          | 田中智也                   | 齊藤千惠、丸山大勝 古住千秋、小松真梨子                                            | 戶谷賢都            | 第161－165話                 |
| 第十八話                    |                          | 那道光芒為誰而亮        | 為了誰綻放光芒       | 安永豐           | 佐佐木守          | 孫希承                     | 古住千秋、小林理 錦見樂、秋月彩                                                    | 川上哲也            | 第166－170話                 |
| 第十九話                    |                          | 梅利奧達斯VS<十戒>      | 梅利奧達斯對十戒     | 木戶雄一郎       | 柳隆太            | 丸山裕介 田中智也          | 戶谷賢都、小川 秋月彩、坂本茜 小松真梨子、古住千秋                                 | 戶谷賢都            | 第171－175話                 |
| 第二十話                    |                          | 尋求希望                | 尋求希望             | 吉岡孝夫         | 西澤晉            | 吉田南                     | 清水勝祐、津熊健徳 小林理、古住千秋 秋月彩                                         | 川上哲也            | 第176－179話                 |
| 第二十一話                  |                          | 真實的溫暖              | 實在的溫暖           | 赤星政尚         | 木村寬            | 木村寬                     | 齊藤千惠、丸山大勝                                                                 | 戶谷賢都            | 第180－183話                 |
| 第二十二話                  |                          | <大罪>回歸              | 「罪」之回歸         | 安永豐           | 高橋敦史          | 柴田裕介                   | 川上哲也、錦見樂 秋月彩、小川 室山祥子、小松真梨子 小林理、清水勝祐                | 川上哲也            | 第184－188話                 |
| 第二十三話                  |                          | 英雄，巍然屹立！        | 英雄現身             | 木戶雄一郎       | 初見浩一          | 篠原正寬                   | 戶谷賢都、古住千秋 齊藤千惠、坂本茜 秋月彩、小松真梨子 小林理、津熊健德            | 戶谷賢都            | 第189－194話                 |
| 第二十四話                  |                          | 只要有你在              | 只要有你             | 吉岡孝夫         | 古田丈司          | 田中智也 池田愛彩          | 戶谷賢都、川上哲也 丸山大勝、錦見樂 齊藤千恵、小松真梨子 秋月彩、古住千秋 清水勝祐 | 川上哲也            | 第195－197話                 |
| 第三期《七大罪 眾神的逆鱗》 |                          |                         |                      |                  |                   |                            |                                                                                    |                     |                              |
| 第一話                      |                          | 驅散黑暗的光            | 驅散黑暗的光         | 池田臨太郎       | Bob白旗           | Bob白旗 藤代和也           | 青木真帆                                                                           | 西野理惠 小林利充   | 第219、225話 部份原創        |
| 第二話                      |                          | 聖戰的記憶              | 聖戰的記憶           | 池田臨太郎       | 西澤晉            | 秦義人                     | 青木真帆、飯飼一幸 武志鵬                                                          | 小林利充            | 第197－201話                 |
| 第三話                      |                          | 要有光                  | 要有光               | 上原莉惠         | 西澤晉            | 藤代和也                   | 櫻井拓郎、都竹隆治 服部益實                                                        | 津幡佳明            | 第201－204話                 |
| 第四話                      |                          | 〈十戒〉vs.〈四大天使〉 | 十戒對四大天使       | 大草芳樹         | 福島宏之          | 吉田俊司                   | 飯飼一幸、中澤勇一 中井惠巳、武志鵬                                                | 小林利充            | 第205－207話                 |
| 第五話                      |                          | 混亂的感情漩渦          | 混亂的感情漩渦       | 宮尾百合香       | 殿勝秀樹          | 松本佳久 金承德            | 王敏、周誌傑、陳亮 李智悟、伊勢神紀 Jumondou Seoul                                 | 西野理惠            | 第208－211話                 |
| 第六話                      |                          | 我們稱之為愛            | 我們將之稱呼為愛     | 池田臨太郎       | Bob白旗           | 飯村正之                   | 飯飼一幸、武志鵬 都竹隆治                                                          | 小林利充            | 第212－214話                 |
| 第七話                      |                          | 七大罪集結!!            | 七大罪集結!!         | 大草芳樹         | 福島宏之          | 秦義人                     | 櫻井拓郎、中澤勇一                                                                 | 西野理惠            | 第215－217話                 |
| 第八話                      |                          | 人偶乞求愛情            | 人偶乞求著愛         | 宮尾百合香       | 渡邊慎一          | 吉田俊司                   | 森悅史、青木真帆 飯飼一幸                                                          | 小林利充            | 第217－218話 外傳            |
| 第九話                      |                          | 被詛咒的戀人們          | 被詛咒的戀人們       | 上原莉惠         | Bob白旗           | 粟井重紀                   | 王敏、周誌傑、陳亮 李智悟、伊勢神紀 Jumondou Seoul                                 | 西野理惠            | 第219－223話                 |
| 第十話                      |                          | 那是我們的生活方式      | 這就是我們的生存之道 | 池田臨太郎       | 渡邊慎一          | 大槻一惠                   | 武志鵬                                                                             | 小林利充 西野理惠   | 第224－225話 部分原創        |
| 第十一話                    |                          | 怨恨是無法沉睡的        | 怨念無法安眠         | 池田臨太郎       | 殿勝秀樹          | 飯村正之                   | 都竹隆治、清水由紀子 八田典子、山田雄一郎 櫻井拓郎、宇都木勇                       | 西野理惠            | 第226－228話                 |
| 第十二話                    |                          | 愛是少女的力量          | 愛是少女的力量       | 大草芳樹         | 添野惠            | 藤代和也                   | 中井惠巳、飯飼一幸 中澤勇一、森悅史 石橋友紀惠、宇都木勇                           | 小林利充 西野理惠   | 第229－231話                 |
| 第十三話                    |                          | 最強vs.最凶             | 最強對最兇惡         | 大草芳樹         | 田頭真理惠        | 矢口圓                     | 、伊丹百惠                                                                         | 西野理惠            | 第231－234話                 |
| 第十四話                    |                          | 新的威脅                | 新的威脅             | 宮尾百合香       | 石倉賢一          | 長尾聰浩                   | 武志鵬                                                                             | 西野理惠            | 第235－237話                 |
| 第十五話                    |                          | 致團長                  | 致團長               | 池田臨太郎       | 渡邊慎一          | 西村大樹                   | Jumondou Seoul                                                                     | 西野理惠            | 第238－240話                 |
| 第十六話                    |                          | 〈七大罪〉終結          | 〈七大罪〉終結       | 上原莉惠         | 大宙征基          | 前園文夫                   | 南伸一郎                                                                           | 小林利充            | 第240－242話                 |
| 第十七話                    |                          | 我們的選擇              | 我們的選擇           | 池田臨太郎       | 大宙征基          | 吉田俊司                   | 陳達理                                                                             | 西野理惠            | 第243、 246－248話           |
| 第十八話                    |                          | 聖者的遊行              | 聖者的遊行           | 池田臨太郎       | 藤代和也          | 藤代和也                   | 宇都木勇、櫻井拓郎 飯飼一幸、王敏                                                  | 小林利充            | 第244－245 、248－249話      |
| 第十九話                    |                          | 聖戰協定                | 聖戰協定             | 宮尾百合香       |                   | 長尾聰浩                   | 西田美彌子、 石橋友紀慧、森悅史 BSP                                                | 西野理惠            | 第250－252話 、257话         |
| 第二十話                    |                          | 希望之子                | 希望之子             | 宮尾百合香       | 渡邊慎一          | 秦義人                     | 武志鵬、都竹隆治                                                                   | 西野理惠            | 第253－255話                 |
| 第二十一話                  |                          | 聖戰開幕                | 聖戰的序幕           | 大草芳樹         | 殿勝秀樹          | 前園文夫                   | 南伸一郎、都竹隆治                                                                 | 小林利充            | 第256－258話                 |
| 第二十二話                  |                          | 戰爭漩渦中的布里塔尼亞  | 陷入戰火的布里塔尼亞 | 池田臨太郎       | Bob白旗           | 飯村正之                   | 飯飼一幸、八田典子 山田雄一郎、清水由紀子 BSP                                      | 西野理惠            | 第259－261話 部分原創        |
| 第二十三話                  |                          | 被黑暗扭曲之人          | 被黑暗扭曲之人       | 池田臨太郎       | 影山楙倫          | 西村大樹                   | 壽門堂                                                                             | 小林利充            | 第261－264 、266話           |
| 第二十四話                  |                          | 狂暴的愛                | 暴走的愛             | 池田臨太郎       | 大宙征基          | 吉田俊司 殿勝秀樹 渡邊慎一 | 西野理惠、 武志鵬                                                                  | 西野理惠            | 第265－266 、285話           |
| 第四期《七大罪 憤怒的審判》 |                          |                         |                      |                  |                   |                            |                                                                                    |                     |                              |
| 第一話                      |                          | 來自煉獄                | 不適用               | 池田臨太郎       | 西本由紀夫        | 西本由紀夫                 | 、都竹隆治                                                                         | 小林利充            | 不適用                       |
| 第二話                      |                          | 遭遇未知之物            | 不適用               | 池田臨太郎       | 西野理惠          | 真野玲                     | 華房泰堂                                                                           | 谷澤泰史            | 不適用                       |
| 第三話                      |                          | 不變的思念              | 不適用               | 池田臨太郎       | 西澤晉            | 殿勝秀樹                   | 武志鵬、森悅史 飯飼一幸                                                            | 西田美彌子          | 不適用                       |
| 第四話                      |                          | 聖戰的犧牲者            | 不適用               | 池田臨太郎       | 影山楙倫          | 門田英彦                   | 南伸一郎 Kwon yong sang                                                            | 小野ひろみ 谷澤泰史 | 不適用                       |
| 第五話                      |                          | 悲傷的一擊              | 不適用               | 池田臨太郎       |                   | 鈴木芳成 秦義人            | 青野厚司、田中宏紀 宇都木勇、あおきまほ                                            | 小林利充            | 不適用                       |
| 第六話                      |                          | 直面絕望                | 不適用               | 大草芳樹         | 殿勝秀樹          | 真野玲                     | 華房泰堂                                                                           | 小野ひろみ          | 不適用                       |
| 第七話                      |                          | 希望與糾葛與絕望        | 不適用               | 宮尾百合香       | 陳達理            | 陳達理                     | 飯飼一幸、森悦史 片岡恵美子、宇都木勇                                              | 小林利充 西田美弥子 | 不適用                       |
| 第八話                      |                          | 希望之門                | 不適用               | 池田臨太郎       | ボフ白旗          | 門田英彦                   | 南伸一郎 Kwon yong sang                                                            | 谷澤泰史            | 不適用                       |
| 第九話                      |                          | 集結者                  | 不適用               | 大草芳樹         | 西本由紀夫        | 西本由紀夫                 | 武志鵬、瀬尾康弘                                                                   | 小林利充 西田美弥子 | 不適用                       |
| 第十話                      |                          | 太陽的救濟              | 不適用               | 大草芳樹         | 大畑晃一          | 藤代和也                   | 都竹隆治、森悦史 森本浩文、山田雄一郎 西田美弥子                                   | 小林利充            | 不適用                       |
| 第十一話                    |                          | 與神對峙之人            | 不適用               | 宮尾百合香       | 影山楙倫          | 長尾聡浩                   | 飯飼一幸、都竹隆治                                                                 | -                   | 不適用                       |
| 第十二話                    |                          | 大家就是你的力量        | 不適用               | 宮尾百合香       | 大宙征基          | 沼山茉由                   | 山村俊了、服部益実 華房泰堂、長坂綾子 武口憲司、福島豊明                           | 小野ひろみ          | 不適用                       |
| 第十三話                    |                          | 漫長旅途的終點          | 不適用               | 大草芳樹         | あおきまほ        | 秦義人                     | あおきまほ、森本浩文 たかはしなぎさ                                                | 小林利充            | 不適用                       |
| 第十四話                    |                          | 別了〈七大罪〉          | 不適用               | 宮尾百合香       | ボフ白旗          | 門田英彦                   | 武口憲司、Kwon yong sang                                                           | 谷澤泰史            | 不適用                       |
| 第十五話                    |                          | 宿命的兄弟              | 不適用               | 池田臨太郎       | 陳達理            | 陳達理                     | 森本浩文、武志鵬 池上理恵、福江光恵 久利弘、寺谷瑠宇公 阿久沢晃久、高橋真帆        | 西田美弥子          | 不適用                       |
| 第十六話                    |                          | 最終戰爭                | 不適用               | 池田臨太郎       | 殿勝秀樹          | 殿勝秀樹                   | 飯飼一幸、森悦史 藤木泰史、片岡恵美子 于慧海、陳潔琼 胡威、王敏                    | 武志鵬              | 不適用                       |
| 第十七話                    |                          | 呼喚你名字的聲音        | 不適用               | 池田臨太郎       | ユキヒロマツシタ  | 佐々木純人                 | 田中秀治                                                                           | -                   | 不適用                       |
| 第十八話                    |                          | 王者孤獨歌唱            | 不適用               | 宮尾百合香       | 西本由紀夫        | 真野玲                     | 森本浩文、都竹隆治 XIEMEI、赵青云                                                  | 小林利充            | 不適用                       |
| 第十九話                    |                          | 掙扎                    | 不適用               | 大草芳樹         | 大宙征基          | 高田昌宏                   | 山村俊了                                                                           | 小野ひろみ          | 不適用                       |
| 第二十話                    |                          | 不共戴天                | 不適用               | 池田臨太郎       | 殿勝秀樹          | 殿勝秀樹                   | 増田敏彦、森本浩文 福江光恵、飯飼一幸                                              | 西田美弥子          | 不適用                       |
| 第二十一話                  |                          | 魔女不懈追尋之物        | 不適用               | 池田臨太郎       | 大畑晃一          | 門田英彦                   | 武口憲司、Kwon yong sang                                                           | 谷澤泰史            | 不適用                       |
| 第二十二話                  |                          | 混沌的冰山一角          | 不適用               | 宮尾百合香       | ボブ白旗          | 秦義人                     | 都竹隆治、森本浩文 藤木泰史、曹建华 陳潔瓊、胡威 林雪春                            | 武志鵬              | 不適用                       |
| 第二十三話                  |                          | 永恆的王國              | 不適用               | 大草芳樹         | 殿勝秀樹          | 前園文夫                   | 飯飼一幸                                                                           | 小野ひろみ          | 不適用                       |
| 第二十四話                  |                          | 傳承之物                | 不適用               | 池田臨太郎       | ユキヒロマツシタ  | 若林漢二                   | あおきまほ、西田美弥子                                                             | 小林利充            | 不適用                       |

| 話數       | 日文標題 | 中文標題                    | 香港標題 | 劇本   | 分鏡                | 演出                                      | 作畫監督 | 總作畫監督                    | 改編自原作   |
| 第一期     | 第一期   | 第一期                      | 第一期   | 第一期 | 第一期              | 第一期                                    | 第一期 | 第一期                        | 第一期       |
| ---------- | -------- | --------------------------- | -------- | ------ | ------------------- | ----------------------------------------- | --- | ----------------------------- | ------------ |
| 第一話     |          | 少年啟程                    | 不適用   | 村越繁 | 小平麻紀            | 小平麻紀                                  | 白井裕美子 | 高田洋一                      | 第1－2話     |
| 第二話     |          | 未知的力量                  | 不適用   | 村越繁 | 小平麻紀            | 小山田桂子                                | 末永宏一、林智子 西出彩香、酒田愛子 白井裕美子、鈴木美咲 | 高田洋一                      | 第2－3話     |
| 第三話     |          | 〈啟示錄四騎士〉            | 不適用   | 村越繁 | 小平麻紀            | 小平麻紀                                  | 白井裕美子 | 高田洋一                      | 第4－7話     |
| 第四話     |          | 木靈之谷的惡魔              | 不適用   | 村越繁 | 小平麻紀            | 金旼宣                                    | 浦中利浩、宍戶久美子 江崎稔、中村与史子 上月庸右、竹之内裕紀 酒田愛子、西出彩華                                                                                        | 高田洋一                      | 第8－10話    |
| 第五話     |          | 進一步下定決心              | 不適用   | 村越繁 | 矢野雄一郎          | 矢野雄一郎                                | 三浦雅子、西川真人 野口寬明、西出彩華 | 高田洋一                      | 第11－13話   |
| 第六話     |          | 戰慄的西斯塔納              | 不適用   | 村越繁 | 福島宏之            | 殿勝秀樹                                  | 杉山直輝、Lee Juhyeon Song Jinyeong、Kim Nanum 西出彩華、岡崎洋美 | 高田洋一                      | 第14－17話   |
| 第七話     |          | 其魔力名為                  | 不適用   | 村越繁 | 富澤信雄            | 富澤信雄                                  | 末永宏一、飯飼一幸 張民浩、朴守福 佐佐木幸恵、中村與史子 南伸一郎、西出彩香、鈴木美咲                                                                                  | 高田洋一                      | 第17－20話   |
| 第八話     |          | 年少的勇者們                | 不適用   | 村越繁 | 横堀久雄            | 山登有花                                  | 野口寬明、三浦雅子 八木元喜、山道到威 西出彩華、西川真人、江崎稔 | 髙田洋一 鈴木美咲             | 第21－23話   |
| 第九話     |          | 師與徒                      | 不適用   | 村越繁 | 福島宏之            | 土屋康郎                                  | 酒田愛子、岡崎洋美 杉山直輝、Lee Joohyun Song Jinyeong、阿爾伯特·基 Zhao Xiao Chuan、Xu Chao Chen Lingling、Jiang Hai Hua                                              | 白井裕美子 髙田洋一           | 第24－26話   |
| 第十話     |          | 毀滅的咆嘯                  | 不適用   | 村越繁 | 矢野雄一郎          | 土屋康郎                                  | 酒田愛子、西出彩香 張民浩、朴守福 Lee Jung Phil、Lee Sang Jin | 白井裕美子                    | 第27－29話   |
| 第十一話   |          | 真正的聖騎士                | 不適用   | 村越繁 | 富澤信雄            | 春日森春木                                | 鈴木美咲、野口寬明 三浦雅子、宍戶久美子 西川真人、八木元喜 | 末永宏一                      | 第30－31話   |
| 第十二話   |          | 邪惡的嘗試                  | 不適用   | 村越繁 | 福島宏之            | 富澤信雄                                  | 趙小川、姜海華、陳玲玲 | 髙田洋一 末永宏一             | 第32－35話   |
| 第十三話   |          | 被逼到絕境之人              | 不適用   | 村越繁 | 福島宏之            | 減邊千伽                                  | 宇良今日子、櫻井木之實 南伸一郎、松下純子 高橋晃平、徐蘭 STUDIO CL、Ritera pictures                                                                                    | 白井裕美子                    | 第35－38話   |
| 第十四話   |          | 色慾之罪                    | 不適用   | 村越繁 | 小山田桂子          | 小山田桂子                                | 飯飼一幸、三浦雅子 宍戶久美子、鈴木美咲 野口寬明、西出彩華 張民浩、朴守福、                                                                                            | 鈴木美咲                      | 第38－41話   |
| 第十五話   |          | 黑暗的護符                  | 不適用   | 村越繁 | 福島宏之            | 金旼宣                                    | 西出彩華、八木元喜 瀨尾康博、西川真人 Park Shinjun、Lee Munsu Park Joohyun、Kang Seongkwon                                                                             | 末永宏一                      | 第41－46話   |
| 第十六話   |          | 與辛別離                    | 不適用   | 村越繁 | 大地丙太郎 福島宏之 | 土屋康郎                                  | 髙田洋一、張民浩、山下梓 | 酒田愛子                      | 第46－50話   |
| 第十七話   |          | 里歐涅絲王                  | 不適用   | 村越繁 | 江副仁美            | 山登有花                                  | 三浦雅子、北川知子 瀨尾康博、竹内昭 岡崎洋美、飯飼一幸 熊谷小夏、Lee Jae Min Ho Seong Jin                                                                              | 髙田洋一 渡邊葉瑠 岡崎洋美    | 第51－54話   |
| 第十八話   |          | 預言騎士的邂逅              | 不適用   | 村越繁 | 大地丙太郎          | 減邊千伽 田尻賀子                         | 小林由香里、高橋晃平 小菅和久、山道到威 STUDIO CL、Ritera pictures クルガ                                                                                              | 白井裕美子 髙田洋一           | 第55－58話   |
| 第十九話   |          | 灼熱的里歐涅斯              | 不適用   | 村越繁 | 金旼宣              | 金旼宣                                    | 野口寬明、宍戸久美子 八木元喜、西出彩華 竹内昭、金子 Lee San gjin、Lee Jae Min Ho Seong Jin、趙小川 陳玲玲、王敏、劉冬冬                                               | 末永宏一 高田洋一             | 第58－61話   |
| 第二十話   |          | 馴服母老虎                  | 不適用   | 村越繁 | 春日森春木          | 春日森春木                                | 北川知子、三浦雅子 | 酒田愛子                      | 第62－64話   |
| 第二十一話 |          | 〈啟示錄四騎士〉VS 混沌使徒 | 不適用   | 村越繁 | 辻初樹              | 小山田桂子                                | 西川真人、飯飼一幸 八木元喜、瀨尾康博 岡崎洋美、三浦雅子 西出彩華、趙小川、陳玲玲 王敏、周健、劉冬冬 Lww San gjin、Lee Jae Min                                         | 八木元喜                      | 第65－69話   |
| 第二十二話 |          | 凍結的燃燒之心              | 不適用   | 村越繁 | 西田正義            | 小平麻紀 北林凜太郎 西村大樹              | 宇良今日子、 、橋本穗高 齊藤茉莉、野口智也 高永強、呼士鐸、胡婉如 彭曉萌、汪劍文、王昕帆 衛思晴、蘭彥軍、毛曼麗 顧雨帆、趙菲婭 髙田洋一、白井裕美子 酒向大輔、西出彩華 | 酒田愛子 孟盆昌 張筱北 李雨菲 | 第69－72話   |
| 第二十三話 |          | 王國聖騎士 VS 梅拉迦蘭      | 不適用   | 村越繁 | 增田敏彥            | 土屋康郎                                  | 張民浩、趙小川、陳玲玲 王敏、周健、劉冬冬 Lee Jong Man、竹内昭 白井裕美子、西出彩華                                                                                    | 末永宏一                      | 第73－75話   |
| 第二十四話 |          | 降臨                        | 不適用   | 村越繁 | 友永和秀 春日森春木 | 富澤信雄 春日森春木                       | 下島誠、北川知子 三浦雅子、宍戸久美子 飯飼一幸、西出彩華 | 高田洋一 白井裕美子           | 第75－77話   |
| 第二期     |          |                             |          |        |                     |                                           | |                               |              |
| 第二十五話 |          | 王的威光                    | 不適用   | 村越繁 | 小平麻紀            | 土屋康郎                                  | 高田洋一、酒田愛子 末永宏一、三浦雅子 下島誠、宍戶久美子 、張民浩 | 白井裕美子                    | 第77－81話   |
| 第二十六話 |          | 決定分手                    | 不適用   | 村越繁 | 小平麻紀            | 春日森春木 張寶華 富澤信雄                | 呼士鐸、王昕帆 陳杜、彭曉萌、衛思晴 丁亦楠、高田洋一、西出彩華 | 張筱北 孟盆昌 李雨飛          | 第81－85話   |
| 第二十七話 |          | 桂妮薇兒                    | 不適用   | 村越繁 | 金旼宣              | 金旼宣 富澤信雄                           | 高田洋一、末永宏一 八木元喜、西出彩華 下島誠、三浦雅子、張民浩 | 酒田愛子 高橋成之             | 第86－90話   |
| 第二十八話 |          | 對峙                        | 不適用   | 村越繁 | 富澤信雄            | 林映辰                                    | Shin soo-ryeon、Woo keum-young Lee mi-kyoung、Hong bong-gyun | 白井裕美子 酒田愛子           | 第90－93話   |
| 第二十九話 |          | 城寨之戰                    | 不適用   | 村越繁 | 春日森春木 酒向大輔 | 富澤信雄 小平麻紀 姜濤                    | 呼士鐸、陳杜、李雨飛 王昕帆、司明宇、高永強 禚金琪、丁振、白井裕美子 末永宏一、西出彩華、 酒田愛子、下島誠                                                             | 張筱北 孟凡昌                 | 第94－97話   |
| 第三十話   |          | 追想之炎                    | 不適用   | 村越繁 | 西田正義            | 土屋康郎                                  | 末永宏一、高橋成之 三浦雅子、 宍戶久美子、岡崎洋美 張民浩、高田洋一 | 酒田愛子 高橋成之             | 第98－101話  |
| 第三十一話 |          | 狂王                        | 不適用   | 村越繁 | 大地丙太郎          | 金旼宣 富澤信雄 小平麻紀 姜濤             | 高田洋一、下島誠 八木元喜、西出彩華 、張民浩 呼士鐸、陳杜 李雨飛、王昕帆、丁亦楠                                                                                       | 張筱北                        | 第101－103話 |
| 第三十二話 |          | 救世主                      | 不適用   | 村越繁 | 富澤信雄            | 金旼宣 富澤信雄                           | 末永宏一、八木元喜 西出彩華、下島誠、張民浩 | 高田洋一                      | 第104－106話 |
| 第三十三話 |          | 災難的巨獸                  | 不適用   | 村越繁 | 西田正義            | 土屋康郎 Lee Jeon jong Shin Min Seop 姜濤 | 西出彩華、八木元喜、下島誠 末永宏一、Lee Jong Man、Ho Seong Jin 王昕帆、丁亦楠、禚金琪 丁振、司明宇、陳杜                                                              | 高田洋一                      | 第107－109話 |
| 第三十四話 |          | 震動的心                    | 不適用   | 村越繁 | 西田正義            | 酒向大輔                                  | 酒向大輔、末永宏一 岡崎洋美、三浦雅子、西出彩華 高田洋一、趙小川、徐超 陳玲玲、姜海華、過淑齢                                                                          | 酒向大輔 白井裕美子           | 第110－112話 |
| 第三十五話 |          | 命運的少年                  | 不適用   | 村越繁 | 富澤信雄            | 土屋康郎                                  | 末永宏一、八木元喜 西出彩華、宍戸久美子、下島誠 張民浩、趙小川、徐超 陳玲玲、姜海華、周文龍 賈红、馮慶、沈益智                                                         | 高橋成之 酒田愛子 高田洋一    | 第113－117話 |
| 第三十六話 |          | 強者的盛宴                  | 不適用   | 村越繁 | 小平麻紀 富澤信雄   | 富澤信雄                                  | 下島誠、竹內晃、石川健介 三浦雅子、八木元喜、張民浩 | 高田洋一                      | 第117－120話 |

| 話數 | 日文標題 | 中文標題                                                     | 劇本     | 分鏡              | 演出       | 作畫監督                      | 總作畫監督        | 改編自原作 |
| ---- | -------- | ------------------------------------------------------------ | -------- | ----------------- | ---------- | ----------------------------- | ----------------- | ---------- |
| OAD1 |          | 外傳 盜賊·班                                                 | 菅正太郎 | 所智一            | 所智一     | 古住千秋、伊藤公規            | 戶谷賢都          | 番外篇     |
| OAD2 |          | 英雄們的鬧劇～番外篇～                                       | 菅正太郎 | 今泉賢一 岡村天齋 | 小野田貴之 | 前田學史、岡部弘子 小野田貴之 | 待补充            | 番外篇     |
| OAD3 |          | 戰鬥吧！剩飯處理騎士團團長坦誠的心赫勒昆與海爾布萊姆大罪假期 | 待补充   | 田中智也 池田愛彩 | 池田愛彩   | 川上哲也、戶谷賢都 齊藤千惠   | 戶谷賢都 川上哲也 | 番外篇     |

### 播放電視台
| 播放地區       | 播放電視台   | 播放日期                     | 播放時間（UTC+9）         | 所屬聯播網 | 備註   |
| 第一期         | 第一期       | 第一期                       | 第一期                    | 第一期     | 第一期 |
| -------------- | ------------ | ---------------------------- | ------------------------- | ---------- | ------ |
| 近畿廣域圈     | 每日放送     | 2014年10月5日－2015年3月29日 | 星期日 17時00分－17時30分 | 日本新聞網 | 製作局 |
| 日本全國       | TBS系列      | 2014年10月5日－2015年3月29日 | 星期日 17時00分－17時30分 | 日本新聞網 |        |
| 日本全國       | NICONICO直播 | 2014年10月11日－2015年4月4日 | 星期六 24時00分－24時30分 | 網絡電視   |        |
| 日本全國       | Animax       | 2015年2月12日－7月23日       | 星期四 19時00分－19時30分 | 衛星電視   | 有重播 |
| 特別篇         |              |                              |                           |            |        |
| 近畿廣域圈     | 每日放送     | 2016年8月28日－9月18日       | 星期日 17時00分－17時30分 | 日本新聞網 |        |
| 日本全國       | TBS系列      | 2016年8月28日－9月18日       | 星期日 17時00分－17時30分 | 日本新聞網 |        |
| 日本全國       | NICONICO直播 | 2016年8月28日－9月18日       | 星期日 21時00分－21時30分 | 網絡電視   |        |
| 第二期         |              |                              |                           |            |        |
| 近畿廣域圈     | 每日放送     | 2018年1月6日－6月30日        | 星期六 6時30分－7時00分   | 日本新聞網 |        |
| 日本全國       | TBS系列      | 2018年1月6日－6月30日        | 星期六 6時30分－7時00分   | 日本新聞網 |        |
| 日本全國       | NICONICO直播 | 2018年1月13日－7月7日        | 星期六 12時00分－12時30分 | 網絡電視   |        |
| 日本全國       | Animax       | 2018年2月18日－7月29日       | 星期日 19時30分－20時00分 | 衛星電視   | 有重播 |
| 第三期         |              |                              |                           |            |        |
| 關東廣域圏     | 東京電視台   | 2019年10月9日－              | 星期三 17時55分－18時25分 | 東京電視網 | 製作局 |
| 大阪府         | 大阪電視台   | 2019年10月9日－              | 星期三 17時55分－18時25分 | 東京電視網 |        |
| 愛知縣         | 愛知電視台   | 2019年10月9日－              | 星期三 17時55分－18時25分 | 東京電視網 |        |
| 北海道         | TV北海道     | 2019年10月9日－              | 星期三 17時55分－18時25分 | 東京電視網 |        |
| 岡山縣、香川縣 | 瀨戶內電視台 | 2019年10月9日－              | 星期三 17時55分－18時25分 | 東京電視網 |        |
| 福岡縣         | TVQ九州放送  | 2019年10月9日－              | 星期三 17時55分－18時25分 | 東京電視網 |        |
| 日本全國       | BS東視       | 2019年10月9日－              | 星期三 24時59分－25時29分 | 衛星電視   |        |

| 播放地區                    | 播放電視台       | 播放日期                     | 當地播放時間                                                                           | 所屬聯播網             | 備註                                      |
| 七大罪（第一期）            | 七大罪（第一期） | 七大罪（第一期）             | 七大罪（第一期）                                                                       | 七大罪（第一期）       | 七大罪（第一期）                          |
| --------------------------- | ---------------- | ---------------------------- | -------------------------------------------------------------------------------------- | ---------------------- | ----------------------------------------- |
| 臺灣                        | Animax           | 2015年3月25日－4月17日       | 每日19:30－20:00                                                                       | 有線電視               | 有重播時段                                |
| 臺灣                        | Animax HD        | 2017年3月3日－3月26日        | 每日（週六以外）20:30－21:00                                                           | 中華電信MOD            | 含中配、重播時段                          |
| 香港                        | Animax           | 2015年3月26日－4月28日       | 星期一至五21:00－21:30                                                                 |                        |                                           |
| 香港                        | ViuTV            | 2017年9月15日－2018年2月23日 | 星期五24:35－25:05                                                                     | 數碼地面電視、寬頻電視 | 含粵日雙語、一週viu.tv及ViuTV app足本重溫 |
| 七大罪 聖戰的預兆（特別篇） |                  |                              |                                                                                        |                        |                                           |
| 香港                        | Animax           | 2016年11月28日－11月29日     | 星期一至二 22:00－23:00                                                                |                        |                                           |
| 臺灣                        | Animax           | 2017年1月16日－1月19日       | 每日19:30－20:00                                                                       | 有線電視               | 含中配、重播時段                          |
| 臺灣                        | Animax HD        | 2017年3月27日－3月30日       | 每日20:30－21:00                                                                       | 中華電信MOD            | 含中配、重播時段                          |
| 七大罪 戒律的復活 (第二期)  |                  |                              |                                                                                        |                        |                                           |
| 香港                        | Animax Asia      | 2018年4月14日                | 星期六15:30－21:30                                                                     |                        | 馬拉松式連播                              |
| 香港                        | Animax Asia      | 2018年4月21日－7月7日        | 星期六21:30－22:00                                                                     |                        |                                           |
| 臺灣                        | Animax HD        | 2018年7月25日－8月16日       | 每日19:30－20:00                                                                       | 有線電視               | 含中配、重播時段                          |
| 香港                        | ViuTV            | 2021年2月6日－9月4日         | 星期六23:45－24:15 節目播出時間受節目調動影響                                          | 數碼地面電視、寬頻電視 | 含粵日雙語、一週viu.tv及ViuTV app足本重溫 |
| 七大罪 眾神的逆鱗 (第三期)  |                  |                              |                                                                                        |                        |                                           |
| 香港                        | Animax Asia      | 2019年10月9日－              | 星期三22:30－23:00                                                                     |                        | 與日本同日首播                            |
| 香港                        | ViuTV            | 2022年8月6日－2023年2月18日  | 星期六《週六好戲勢》後播映30分鐘 （23:45-00:15平常播映時間，但播畢時間依電影片長而定） | 數碼地面電視、寬頻電視 | 含粵日雙語、一週viu.tv及ViuTV app足本重溫 |

| ANIMAX 星期一~日20:00-21:00 節目 | ANIMAX 星期一~日20:00-21:00 節目 | ANIMAX 星期一~日20:00-21:00 節目 |
| -------------------------------- | -------------------------------- | -------------------------------- |
|                                  | 七大罪 （2020年6月6日-2020年）   |                                  |
| 滿月之戰                         | 七大罪戒律的復活                 |                                  |

### 藍光／DVD
| 卷數   | 發售日         | 收錄話          | 規格編號      | 規格編號   | 規格編號      | 規格編號   |
| 卷數   | 發售日         | 收錄話          | 藍光限定版    | 藍光通常版 | DVD限定版     | DVD通常版  |
| 第一期 | 第一期         | 第一期          | 第一期        | 第一期     | 第一期        | 第一期     |
| ------ | -------------- | --------------- | ------------- | ---------- | ------------- | ---------- |
| 1      | 2015年1月28日  | 第1－3話        | ANZX-11671    | 不適用     | ANZB-11671    | ANSB-11671 |
| 2      | 2015年2月25日  | 第4－6話        | ANZX-11673    | 不適用     | ANZB-11673    | ANSB-11673 |
| 3      | 2015年3月25日  | 第7－9話        | ANZX-11675    | 不適用     | ANZB-11675    | ANSB-11675 |
| 4      | 2015年4月22日  | 第10－12話      | ANZX-11677    | 不適用     | ANZB-11677    | ANSB-11677 |
| 5      | 2015年5月27日  | 第13－15話      | ANZX-11679    | 不適用     | ANZB-11679    | ANSB-11679 |
| 6      | 2015年6月24日  | 第16－18話      | ANZX-11681    | 不適用     | ANZB-11681    | ANSB-11681 |
| 7      | 2015年7月22日  | 第19－20話      | ANZX-11683    | 不適用     | ANZB-11683    | ANSB-11683 |
| 8      | 2015年8月26日  | 第21－22話      | ANZX-11685    | 不適用     | ANZB-11685    | ANSB-11685 |
| 9      | 2015年9月23日  | 第23－24話      | ANZX-11687    | 不適用     | ANZB-11687    | ANSB-11687 |
| 特別篇 |                |                 |               |            |               |            |
| 上     | 2017年1月11日  | 第1－2話        | ANZX-12261/2  | 不適用     | ANZB-12261/2  | ANSB-12261 |
| 下     | 2017年2月8日   | 第3－4話        | ANZX-12263/4  | 不適用     | ANZB-12263/4  | ANSB-12263 |
| 第二期 |                |                 |               |            |               |            |
| 1      | 2018年4月25日  | 第1－3話        | ANZX-13871/2  | 不適用     | ANZB-13871/2  | ANSB-13871 |
| 2      | 2018年5月30日  | 第4－6話        | ANZX-13873/4  | 不適用     | ANZB-13873/4  | ANSB-13873 |
| 3      | 2018年6月27日  | 第7－9話        | ANZX-13875/6  | 不適用     | ANZB-13875/6  | ANSB-13875 |
| 4      | 2018年7月25日  | 第10－12話      | ANZX-13877/8  | 不適用     | ANZB-13877/8  | ANSB-13877 |
| 5      | 2018年8月29日  | 第13－15話      | ANZX-13879/80 | 不適用     | ANZB-13879/80 | ANSB-13879 |
| 6      | 2018年9月26日  | 第16－18話      | ANZX-13881/2  | 不適用     | ANZB-13881/2  | ANSB-13881 |
| 7      | 2018年10月24日 | 第19－20話      | ANZX-13883/4  | 不適用     | ANZB-13883/4  | ANSB-13883 |
| 8      | 2018年11月28日 | 第21－22話      | ANZX-13885/6  | 不適用     | ANZB-13885/6  | ANSB-13885 |
| 9      | 2018年12月26日 | 第23－24話      | ANZX-13887/8  | 不適用     | ANZB-13887/8  | ANSB-13887 |
| 第三期 |                |                 |               |            |               |            |
| BOX1   | 2020年2月22日  | 第1－12話       | 不適用        | VPXY-75159 | 不適用        | VPBY-15864 |
| BOX2   | 2020年4月29日  | 第13－24話      | 不適用        | VPXY-75160 | 不適用        | VPBY-15865 |
| 第四期 |                |                 |               |            |               |            |
| BOX1   | 2021年9月15日  | 第1話 - 第12話  | 不適用        | VPXY-75163 | 不適用        | VPBY-15755 |
| BOX2   | 2021年11月17日 | 第13話 - 第24話 | 不適用        | VPXY-75164 | 不適用        | VPBY-15756 |

### 專輯／CD
| 發售日         | 名稱                       | 規格編號                                                              |
| -------------- | -------------------------- | --------------------------------------------------------------------- |
| 2014年10月15日 |                            | ESCL-4283                                                             |
| 2014年11月26日 | 7 -seven-                  | KSCL-2513～2514（初回限定版） KSCL-2515（通常版） KSCL-2516（動畫版） |
| 2014年12月24日 | 七大罪 Original Soundtrack | SVWC-70040                                                            |
| 2015年2月11日  | Seven Deadly Sins          | SRCL-8682～83（初回生產限定版；CD+DVD） SRCL-8684（通常版；CD Only）  |
| 2015年3月4日   | Season                     | SECL-1646（通常版；CD Only） SECL-1647（期間生產限定版；CD+DVD）      |

## 剧场版

### 《天空的囚徒》
剧场版动画《天空的囚人》在2018年8月18日於日本上映。 
- 原作：鈴木央
- 總導演：阿部記之
- 導演：西片康人
- 劇本：上江洲誠
- 角色設計、總作畫監督：佐佐木啟悟
- 道具設計：宮川治雄
- 色彩設計：茂木孝浩、岡崎菜々子
- 美術監督：伊東廣道
- 美術設定：成田偉保
- 攝影監督：木村俊也
- ＣＧ監督：輕部優
- 編集：後藤正浩
- 音樂：澤野弘之、和田貴史
- 音響監督：若林和弘
- 制作：A-1 Pictures
- 製作：「劇場版 七つの大罪」製作委員會

#### 重要人物
- 黑之六骑士
  - 貝魯利昂（Berlion，聲：森川智之（日本））
  - 加拉（Gala，聲：日笠陽子（日本））
  - 達哈卡（Dahaca，聲：櫻井透（日本））
  - 德羅齊奧（Delocchio，聲：天田益男（日本））
  - 阿特拉（Atla，聲：黑田崇矢（日本））
  - 龐普（Bamboo，聲：シルクロード（Fischer's）（日本））
- 天翼人
  - 索拉達（Solada，聲：代永翼（日本））
  - 艾爾拉蒂（Ellatte，聲：户松遙（日本））
  - 巴涅斯（Banes，聲：鈴木黎子（日本））
  - 佐利亞（Zoria，聲：大塚明夫（日本））

#### 主題曲
「空扉(天空之門)」
作詞：秋元康 作曲：FURUTA Dr.Lilcom 主唱：乃木坂46

### 《被光明詛咒的人們》
完全新作劇場版《被光明詛咒的人們》於2021年1月20日在第四季TV動畫最終章《憤怒的審判》官推上公開，將在2021年7月2日日本上映。
Netflix在全世界線上平臺付費觀看，有 繁中 CC 字幕 。

## 舞台剧
七大罪 The STAGE
作为剧场版公开纪念，于2018年8月3日开始演出。

### STAFF
- 原作：铃木央《七大罪》（讲谈社《周刊少年MAGAZINE》连载）
- 剧本、演出：毛利亘宏（少年社中）

### CAST
- 梅利奥达斯：纳谷健（剧团Patch）
- 伊丽莎白：梅澤美波（乃木坂46）
- 班：有泽樟太郎
- 黛安娜：长谷川霞
- 金恩：斋藤直纪
- 哥賽爾：北村谅
- 豪尔：川隅美慎
- 古利亚摩尔：野村祐希
- 朱莉柯：小玉百夏
- 斯雷达：奈良坂润纪
- 海尔布拉姆：洼寺昭
- 吉拉：田野麻美
- 韓德利克森：辉马
- 吉尔桑达：榊原彻士

舞台『七つの大罪 The Stage -裏切りの聖騎士長-』 2020年6月上演決定！
待补充

## 游戏
七大罪：英雄集結
- 與手機遊戲「Brown Dust」棕色塵埃(日本版本)有聯動合作活動。

七大罪 光与暗之交战
- 由韩国游戏公司Netmarble制作从2019年6月4日开始配信（日文版，后继有韩文和国际版、亚洲版推出），对应Andriod/IOS平台。有原创角色出场。
- 國際版2020年3月3日正式推出。[35]

### 备注
1. ↑  在2015年日本動畫在中國大陸下架事件期間下架[3]，至今未恢复[4]
2. ↑  第二期隱去了主標題，只使用副標題《戒律的復活》
3. ↑  第三期，同样隐去了主标题，只使用副标题《诸神的逆鳞》
4. ↑  全員皆持有「金剛」級別的稱號，闘級高於3000。
5. ↑  南方的王國指"卡梅洛"、如山的猛獸是"阿爾比恩"、三位英雄：黛安娜、金恩、哥塞爾、十個戒禁與大地融合。
6. ↑  大部分一般戰力單位（包括〈蒼天之六連星），都受到流德雪爾"祝福的气息"的影響，精神變得亢奮好戰，进而丧失痛觉跟恐惧心理。后解除
7. ↑  位于〈豬帽子亭〉内不能戰鬥
8. ↑  已戰死
9. ↑  已死亡
10. ↑  从炼狱归来后行动迅速，来到伊莲恩身边然后又赶往卡梅洛战场
11. ↑  特別的例子：始祖多羅爾的身高（約26米）。
12. ↑  「大地」、「創造」等
13. ↑  並非種族獨有魔力。
14. ↑  「神樹」和妖精王之森的大樹不是同一棵，前者位於妖精界。
15. ↑  在亞瑟王傳說的版本中为Lady of the Lake所贈。「Lady of the Lake」；日語有「湖の乙女」、「湖の姫」、「湖の精」、「湖の貴婦人」等譯法。漫畫中的「泉の姬」應是化用「湖の姫」的譯法，此處「姫」應為女性的尊稱，而不是「公主」的意思。中譯沒有還原這種化用。
16. 1 2 3 4 5  首刷限定版
17. ↑  首刷特別版
18. 1 2  Aniplex、講談社、電通、Movic（日语：ムービック）
19. ↑  Aniplex、講談社、颯美、電通、Movic、東映
20. ↑  講談社、VAP、颯美、東京電視台、電通、Movic
21. ↑  香港ViuTV標題，以播放時所顯示的字幕為準。
22. ↑  香港ViuTV標題，以播放時所顯示的字幕為準。
23. ↑  配合台內新番急送──雙星之陰陽師首播，故逢週六同時段，首播時間延後至當日23:30-24:00。
24. ↑  由於ViuTV 9月10日晚上10時35分至9月11日凌晨1時正播映《週六好戲勢：一個好爸爸》，暫停播映。
25. ↑  由於ViuTV 10月1日晚上 9時正至晚上10時正播映《爆谷一周》第一輯第二季第32集、晚上10時正至晚上10時15分播映《野人老師製作特輯：野外備課》及晚上10時15分至10月2日午夜12時15分播映《High Class》（兩集連播大結局）及10月2日午夜12時15分至午夜12時45分播映《向卡塔爾出發》，暫停播映。
26. ↑  由於ViuTV 10月8日晚上9時35分至晚上11時正播映《膠戰SSP》及晚上11時正至晚上11時05分《波係咁踢》，第8集改為提前晚上11時05分至晚上11時35分播映。
27. ↑  由於ViuTV11月26日晚上11時15分至11月27日凌晨2時15分直播卡塔爾世界盃分組賽(法國 對 丹麥) 暫停播映。
28. ↑  由於ViuTV 12月3日晚上9時30分至晚上10時30分播映《繩角》第15集（大結局）及晚上10時30分至晚上11時30分播映《超識玩》第5集，第15集改為晚上11時30分至12月4日午夜12時正播映。
29. ↑  由於ViuTV12月10日晚上10時15分至12月11日凌晨1時15分直播卡塔爾世界盃半準決賽(摩洛哥 對 葡萄牙) 暫停播映。
30. ↑  由於ViuTV12月17日晚上10時15分至12月18日凌晨1時15分直播卡塔爾世界盃季軍戰(克羅地亞 對 摩洛哥) 暫停播映。
31. ↑  由於ViuTV 12月24日晚上9時30分至晚上10時30分播映《百萬同居計劃》第15集（大結局）及晚上10時30分至12月25日午夜12時30分播映《週六好戲勢：獨家試愛》，第16集改為12月25日午夜12時30分至淩晨1時正播映。
32. ↑  由於ViuTV 12月31日晚上9時30分至晚上11時45分播映《週六好戲勢：旺角卡門》及晚上11時45分至1月1日午夜12時15分直播香港旅遊發展局：《香港跨年倒數》，第17集改為1月1日午夜12時15分至午夜12時45分播映。
33. ↑  由於ViuTV 1月7日晚上9時30分至1月8日午夜12時正播映《新城勁爆頒獎禮2022》，第18集改為1月8日午夜12時正至午夜12時30分播映。
34. ↑  由於ViuTV 1月14日晚上9時30分至晚上11時30分播映《週六好戲勢：非分熟女》及晚上11時30分至1月15日午夜12時正播映《足動生命》，第19集改為1月15日午夜12時正分至午夜12時30分播映。
35. ↑  由於ViuTV 1月21日晚上9時30分至晚上11時15分播映《週六好戲勢：算死草》及晚上11時15分至1月22日午夜12時15分播映《七仙羽|師傅七都識唱笑會》，第20集改為1月22日午夜12時15分至午夜12時45分播映。
36. ↑  由於ViuTV 1月28日晚上9時30分至晚上11時45分播映《週六好戲勢：龍咁威2之皇母娘娘呢？》，第21集照常晚上11時45分至1月29日午夜12時15分播映。
37. ↑  由於ViuTV 2月4日晚上9時30分至晚上11時45分播映《週六好戲勢：鱷魚君最後的100天》及晚上11時至2月5日午夜12時正播映《殺手廢J：勇者無制限》，第22集改為2月5日午夜12時正至午夜12時30分播映。
38. ↑  由於ViuTV 2月11日晚上9時30分至2月12日午夜12時正播映《週六好戲勢：幻愛》，第23集改為2月12日午夜12時正至午夜12時30分播映。
39. ↑  由於ViuTV 2月18日晚上9時30分至2月19日午夜12時正播映《週六好戲勢：旺角黑夜》，第24集（本季度大結局）改為2月19日午夜12時正至午夜12時30分播映。

## 外部連結
- Manga Pocket 七大罪（页面存档备份，存于）（日語）
- 電視動畫「七大罪」公式官網（第一期）（页面存档备份，存于）（日語）
- 電視動畫「七大罪 聖戰的預兆」公式官網（特別篇） （页面存档备份，存于） （日語）
- 電視動畫「七大罪 戒律的復活」公式官網（第二期） （页面存档备份，存于） （日語）
- 電視動畫「七大罪 众神的逆鳞」公式官網（第三期）（页面存档备份，存于）（日語）
- 電視動畫「七大罪 憤怒的審判」公式官網（第四期）（页面存档备份，存于） （日語）
- 劇場動畫「七大罪劇場版：天空的囚人」公式官網（页面存档备份，存于） （日語）
- 電視動畫「七大罪」第1期、特别篇、第2期MBS日文介紹官網（页面存档备份，存于）（日語）
- 電視動畫「七大罪 啟示錄四騎士」公式官網 （页面存档备份，存于）（日語）
- 電視動畫「七大罪」与剧场版的X（前Twitter）（日語）
- 電視動畫「七大罪」愛奇藝中文獨播專區（页面存档备份，存于）（简体中文）
- 七大罪 真實的冤罪（萬代南夢宮公式網站）（页面存档备份，存于）（日語）